# Lista över riksintressen för kulturmiljövården

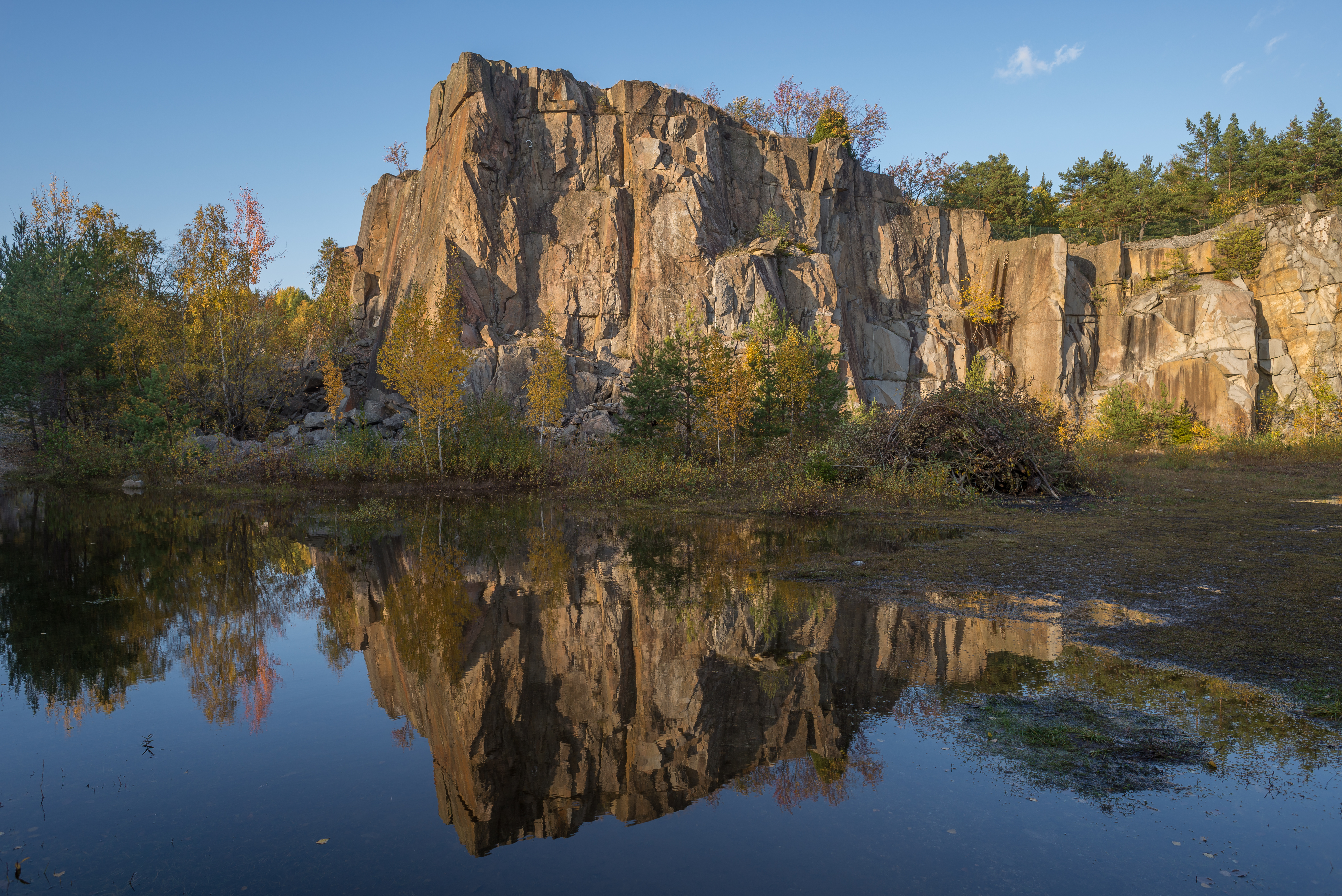
Stenhamra stenhuggeri i Ekerö kommun, Stockholms län.

Detta är en lista över riksintressen för kulturmiljövården.

## Stockholms län
- AB 1 Vårdinge, Södertälje kommun
- AB 2 Tullgarn, Södertälje kommun
- AB 3 Mörkö, Botkyrka kommun & Södertälje kommun
- AB 4 Taxinge-Näsby, Södertälje kommun
- AB 5 Ytterenhörna, Södertälje kommun
- AB 6 Överenhörna, Södertälje kommun
- AB 7 Brandalsund, Botkyrka kommun & Södertälje kommun
- AB 8 Hall, Södertälje kommun
- AB 9 Karta-Oaxen-Stora Vika, Nynäshamns kommun
- AB 10 Fållnäs, Nynäshamns kommun
- AB 11 Sorunda-Styminge, Nynäshamns kommun
- AB 12 Ösmo, Nynäshamns kommun
- AB 13 Hammersta, Nynäshamns kommun
- AB 14 Grödinge, Botkyrka kommun
- AB 15 Tumba pappersbruk, Botkyrka kommun
- AB 16 Bornsjön, Botkyrka kommun, Salems kommun & Södertälje kommun
- AB 17 Söderby sjukhus, Salems kommun
- AB 19 Österhaningebygden, Haninge kommun
- AB 20 Sandemar, Haninge kommun
- AB 21 Adelsö, Ekerö kommun
- AB 22 Björkö-Birka, Ekerö kommun
- AB 23 Munsö, Ekerö kommun
- AB 24 Ekerö, Ekerö kommun
- AB 25 Helgö, Ekerö kommun
- AB 26 Färentuna - Hilleshög, Ekerö kommun
- AB 27 Sånga-Svartsjö, Ekerö kommun
- AB 28 Stenhamra, Ekerö kommun
- AB 29 Skå, Ekerö kommun
- AB 30 Lovö, Ekerö kommun
- AB 31 Tyresö slott, Tyresö kommun
- AB 32 Görväln, Järfälla kommun & Upplands-Bro kommun
- AB 33 Bro, Upplands-Bro kommun
- AB 34 Låssa, Upplands-Bro kommun
- AB 35 Håtuna-Håbo-Tibble, Upplands-Bro kommun
- AB 36 Duvbo (sedan 1987), villaområde i Sundbyberg
- AB 37 Solna, Solna kommun
- AB 38 Djursholm, Danderyds kommun
- AB 48 Stocksund, Danderyds kommun
- AB 49 Bygge och Bo, Lidingö kommun
- AB 50 Grönstakolonin, Lidingö kommun
- AB 51 & AB 58 Norra Bo - Vaxholm - Oxdjupet - Lindalssundet, Vaxholms kommun & Nacka kommun & Värmdö kommun
- AB 52, Erstavik, Nacka kommun
- AB 53 Nacka ström, Nacka kommun
- AB 54, Storängen (sedan 1987), villaområde i Nacka
- AB 55 Ingarö, Värmdö kommun
- AB 56 Gustavsberg, Värmdö kommun
- AB 57 Beatelund, Värmdö kommun
- AB 59 Siggesta - Sund, Värmdö kommun
- AB 61 Rydboholm, Österåkers kommun
- AB 62 Åkers kanal, Österåkers kommun
- AB 63 Roslags-Kulla, Österåkers kommun
- AB 64 Vira bruk, Österåkers kommun
- AB 65 Sigtuna, Sigtuna kommun
- AB 66 Haga-Venngarn, Sigtuna kommun
- AB 67 Odensala-Husby Ärlinghundra, Sigtuna kommun
- AB 68 Steninge, Sigtuna kommun
- AB 69 Vidbo, Sigtuna kommun
- AB 70 Skepptuna-Närtuna-Gottröra, Norrtälje kommun & Sigtuna kommun
- AB 71 Skålhamravägen, Sigtuna kommun, Sollentuna kommun, Täby kommun, Vallentuna kommun och Upplands Väsby kommun
- AB 73 Täby prästgård, Täby kommun
- AB 74 Markim-Orkesta, Vallentuna kommun
- AB 75 Frösunda, Vallentuna kommun
- AB 76 Kårsta, Vallentuna kommun
- AB 77 Vada - Össeby-Garn, Vallentuna kommun
- AB 78 Karlberg, Solna kommun
- AB 80 Näs, Norrtälje kommun
- AB 81 Länna, Norrtälje kommun
- AB 82 Skederid - Husby-Sjuhundra, Norrtälje kommun
- AB 83 Malsta, Norrtälje kommun
- AB 84 Norrtälje, Norrtälje kommun
- AB 85 Skedviken, Norrtälje kommun
- AB 86 Estuna - Lohärad, Norrtälje kommun
- AB 87 Kristineholm, Norrtälje kommun
- AB 88 Roslags-Bro, Norrtälje kommun
- AB 89 Norsjön, Norrtälje kommun
- AB 90 Vagnåla, Norrtälje kommun
- AB 91 Edsbro, Norrtälje kommun
- AB 92 Söderby-Karl, Norrtälje kommun
- AB 93 Skebo bruk, Norrtälje kommun
- AB 94 Väddö kanal, Norrtälje kommun
- AB 95 Häverö, Norrtälje kommun
- AB 96 Hallstavik, Norrtälje kommun
- AB 97 Herräng, Norrtälje kommun
- AB 98 Grisslehamn, Norrtälje kommun
- AB 99 Backbyn, Norrtälje kommun
- AB 110, Pungpinan i Skarpnäck, Stockholm
- AB 111, Skogskyrkogården, Stockholm
- AB 112, Gamla Enskede, Stockholm
- AB 113, Årsta centrum, Stockholm
- AB 114 LM-staden i Midsommarkransen, Stockholm
- AB 115 Stockholms innerstad med Djurgården, Stockholm
  - Gamla stan [2][3]
- AB 116 Gröndal, Stockholm
- AB 117 Ålstensgatan, Stockholm
- AB 118 Olovslund, Stockholm
- AB 119 Norra och Södra Ängby (sedan 1987), Stockholm
- AB 120 Vällingby, Stockholm
- AB 121 Lunda-Stora Söderby, Sigtuna kommun
- AB 122 Centrala Saltsjöbaden, Nacka kommun
- AB 601 Öja bytomt, Nynäshamns kommun
- AB 602 Utö, Haninge kommun
- AB 603 Huvudskär, Haninge kommun
- AB 604 Sundby-Varnö, Haninge kommun
- AB 605 Kymmendö, Haninge kommun
- AB 607 Bullerön-Långviksskär, Värmdö kommun
- AB 608 Djurhamn-Djurö kyrka, Värmdö kommun
- AB 609 Uppeby-Nore, Värmdö kommun
- AB 610 Sandhamn-Grönskär, Värmdö kommun
- AB 611 Harö, Värmdö kommun
- AB 612 Skärgårdens jakt- och fiskeplatser, Norrtälje kommun & Värmdö kommun
- AB 613 Överby-Abborkroken, Värmdö kommun
- AB 614 Grinda, Värmdö kommun
- AB 615 Husarö-Ingmarsö-Svartsö-Gällnö-Hjälmö, Värmdö kommun & Österåkers kommun
- AB 616 Möja-Bockö-Lökaön, Värmdö kommun
- AB 617 Svarlöga-Rödlöga, Norrtälje kommun
- AB 618 Ängsö nationalpark, Norrtälje kommun
- AB 619 Arholma, Norrtälje kommun
- AB 620 Barnens ö, Norrtälje kommun
- AB 621 Älvsnabben, Haninge kommun

## Uppsala län

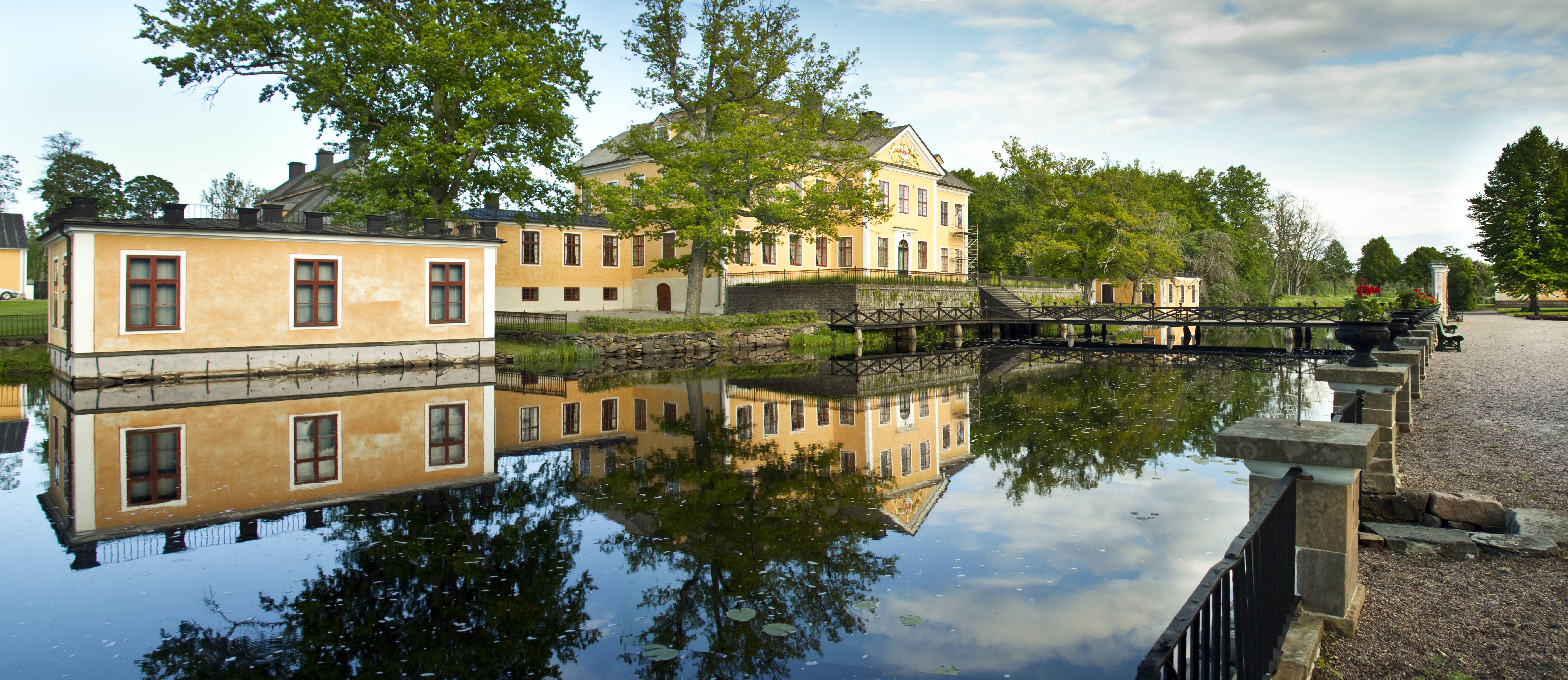
Lövstabruks herrgård

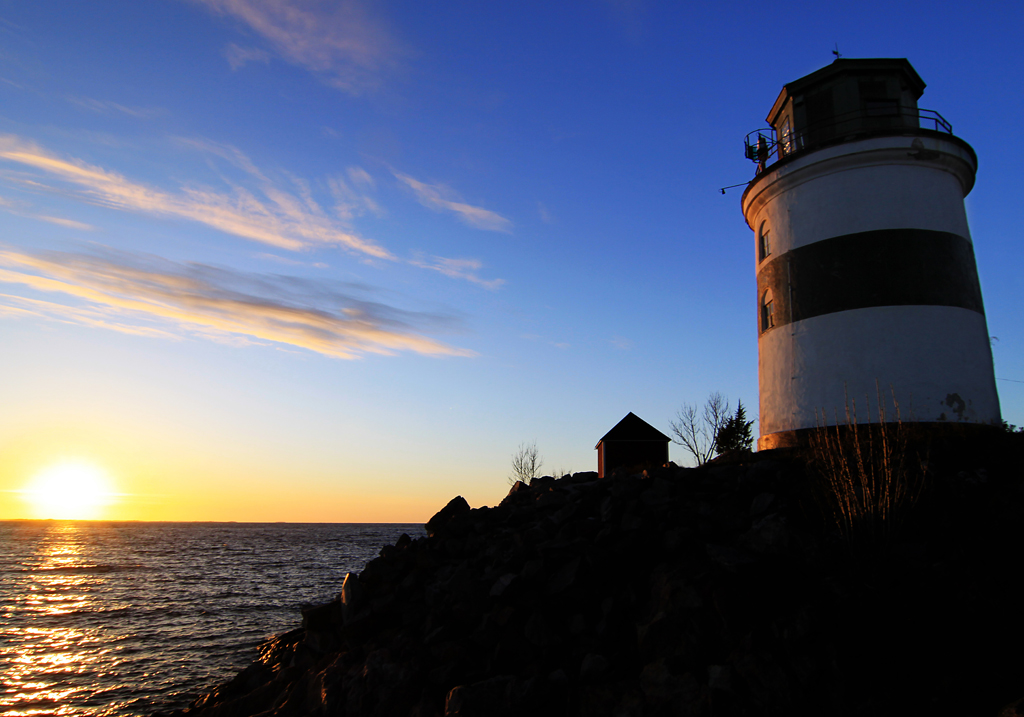
Djurstans fyr

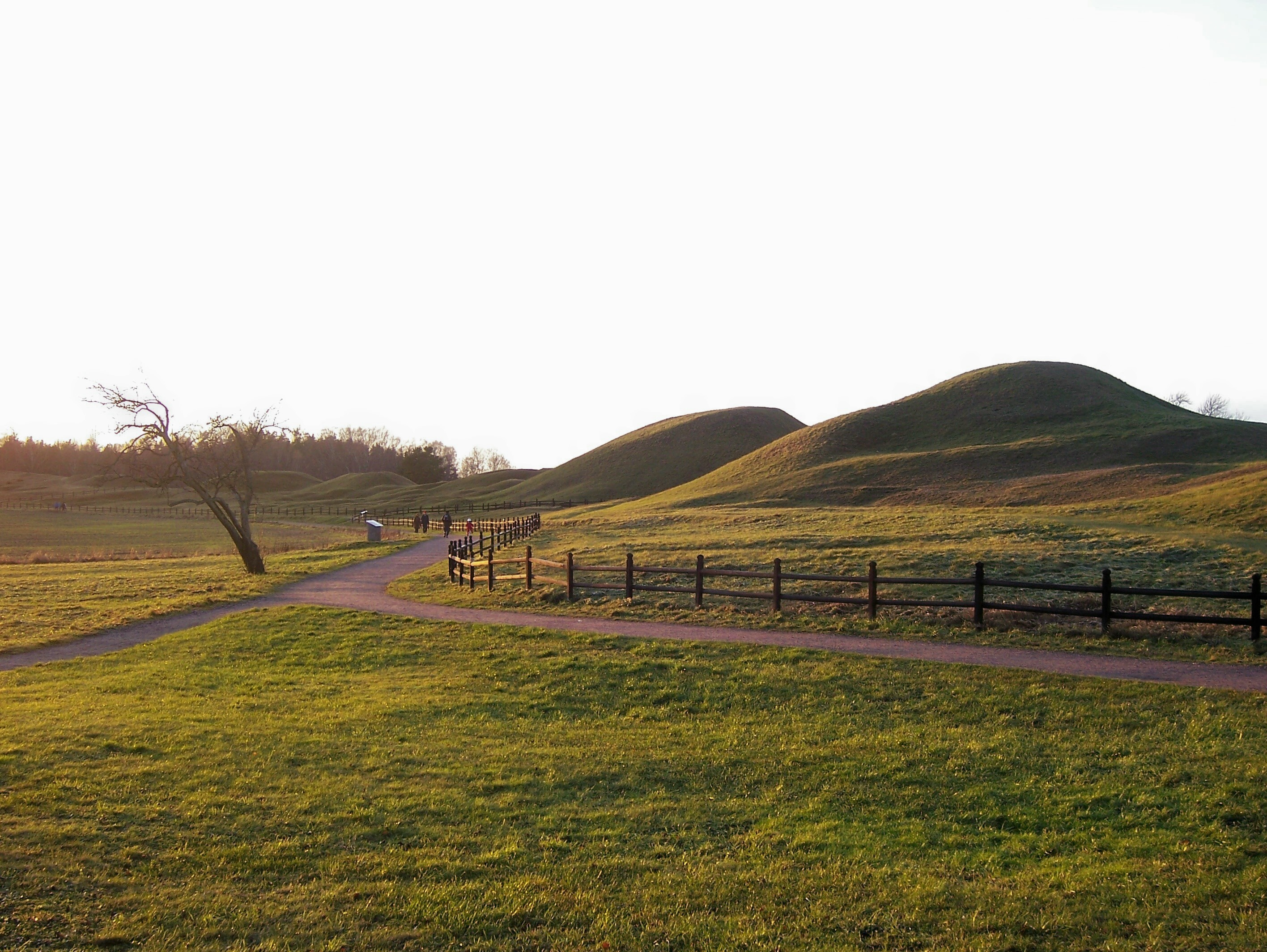
Uppsala högar i Gamla Uppsala

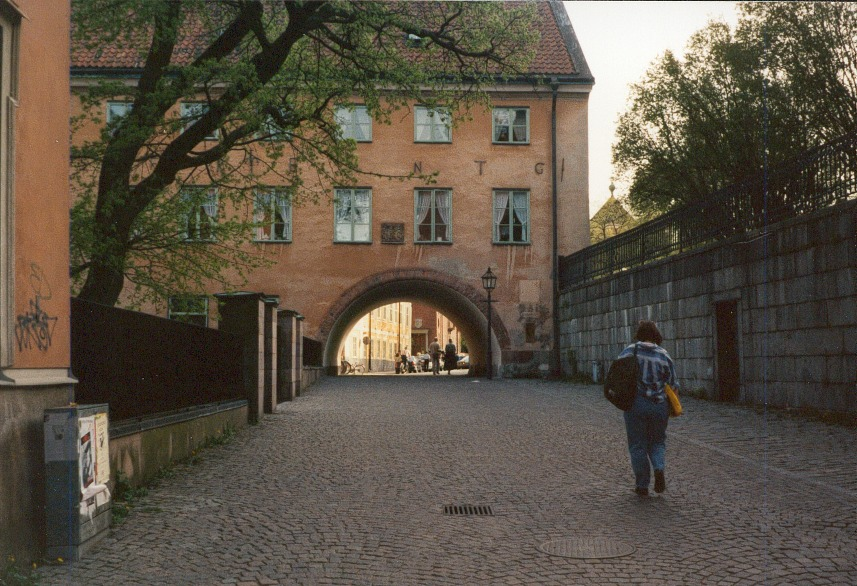
Skytteanum, Uppsala stad

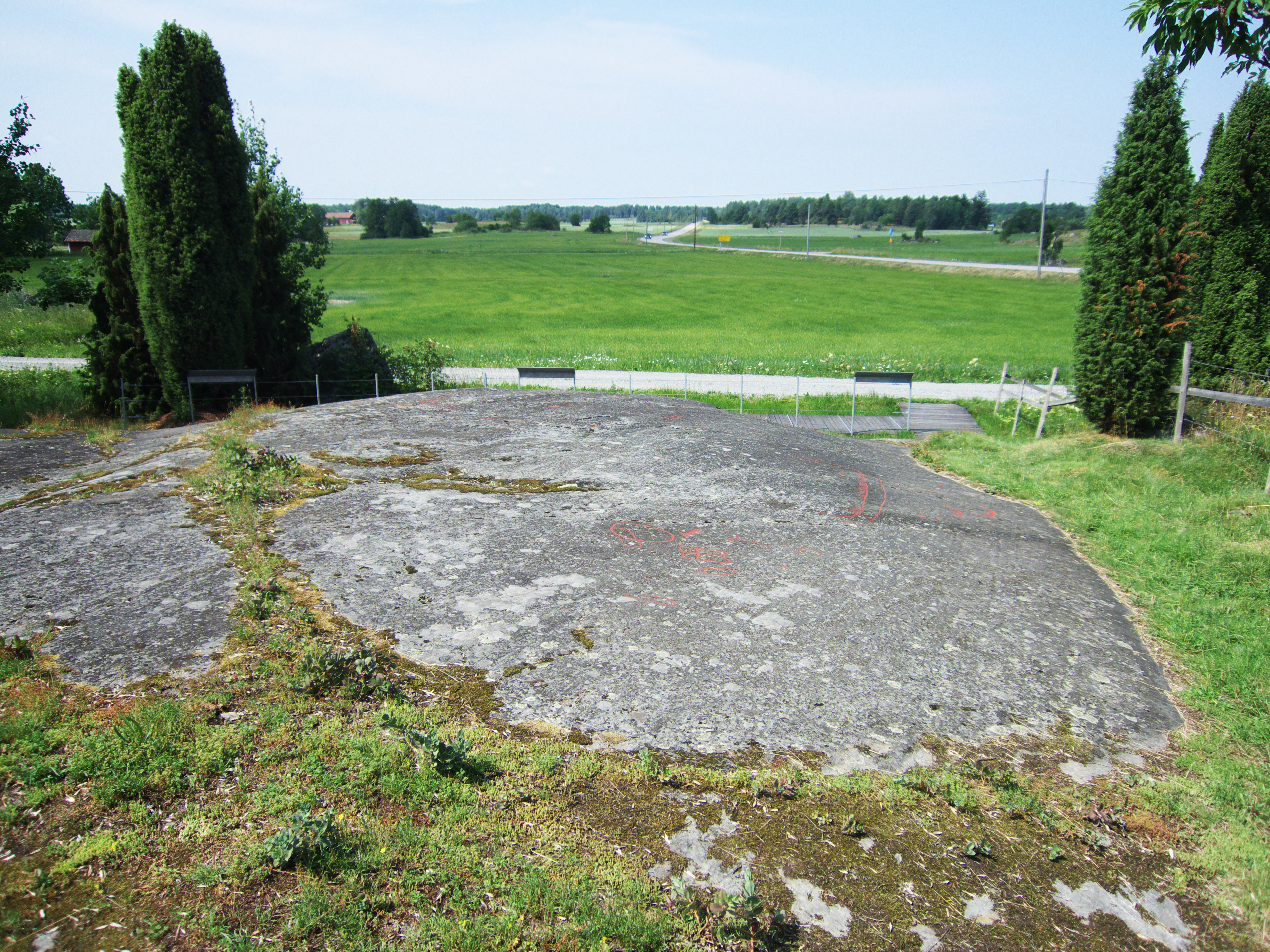
Stora Rickebyhällen, Boglösa

- C1 Älvkarlebyfallen, Älvkarleby kommun
- C2 Marma läger, Älvkarleby kommun
- C3 Karlholms bruk, Tierps kommun
- C4 Lingnåre, Tierps kommun (även kulturreservat)
- C6 Hållen och Fågelsundet, Tierps kommun
- C7 Barknåre och Böle, Tierps kommun
- C8 Söderfors bruk, Tierps kommun
- C9 Strömsbergs bruk, Tierps kommun
- C10 Österlövsta, Tierps kommun
- C11 Lövsta bruk, Tierps kommun
- C12 Tierpsslätten, Tierps kommun
- C13 Tobo bruk, Tierps kommun
- C14 Vendel, Tierps kommun
- C15 Forsmarks bruk, Östhammars kommun
- C16 Djursten, Östhammars kommun
- C17 Öregrunds stad, Östhammars kommun
- C18 Bygden norr om Hökhuvuds kyrka, Östhammars kommun
- C19 Östhammars stad, Östhammars kommun
- C20 Söderön, Östhammars kommun
- C22 Gimo bruk, Östhammars kommun
- C27 Sätuna, Uppsala kommun
- C28 Bälinge mossar, Uppsala kommun
- C29 Skuttungeby, Uppsala kommun
- C30 Gamla Uppsala samt Fyrisån och Björklingeåns dalgångar, Uppsala kommun
- C31 Trätmot, Uppsala kommun
- C32 Bladåkers centralbygd, Uppsala kommun
- C33 Bladåkers skogsbygd, Uppsala kommun
- C34 Bennebols och Vällnora bruk, Uppsala kommun
- C35 Uppsalaslätten och Jumkilsåns dalgång, Uppsala kommun
- C36 Vaksala, Uppsala kommun
- C37 Rasbo-Funbo, Uppsala kommun
- C38 Åland, Uppsala kommun
- C39 Hågaåns dalgång, Uppsala kommun
- C40A Uppsala stad, Uppsala kommun
- C40B Alsike, Knivsta kommun
- C41 Långhundradalen, Uppsala och Knivsta kommuner
- C42 Sävaåns dalgång, Uppsala kommun
- C43 Uppsala-Näs, Uppsala kommun
- C44 Viks slott och Balingsta, Uppsala kommun
- C45 Landskapet kring Valloxen och Säbysjön, Knivsta kommun
- C46 Vassunda, Knivsta kommun
- C47 Åloppe, Enköpings kommun
- C48 Fjärdhundra, Enköpings kommun
- C49 Härnevi, Enköpings kommun
- C50 Örsundaåns dalgång, Enköpings kommun
- C51 Gryta, Enköpings kommun
- C52 Sjöö, Enköpings kommun
- C53 Bred, Enköpings kommun
- C54 Härkeberga och Litslena, Enköpings kommun
- C55 Östanbro, Enköpings kommun
- C56 Boglösa, Enköpings kommun
- C57 Enköpings-Näs, Enköpings kommun
- C58 Eka, Enköpings kommun
- C59 Husby by, Enköpings kommun
- C60 Veckholm, Enköpings kommun
- C61 Bond-Arnö och Grönsöö, Enköpings kommun
- C63 Torsvi, Enköpings kommun
- C64 Skohalvön, Håbo kommun
- C65 Yttergran och Övergran, Håbo kommun
- Örsundaåns övre Dalgång, Heby kommun
- Huddungeby, Heby kommun

## Södermanlands län
- D1 Kakfjärdenområdet, Eskilstuna kommun
- D2 Torshälla, Eskilstuna kommun
- D3 Tumbo, Eskilstuna kommun
- D4 Råby-Rekarne, Eskilstuna kommun
- D5 Eskilstuna, Eskilstuna kommun
- D6 Barva-Lindholm-Söderby, Eskilstuna kommun
- D7 Åsby - Stenby äng, Eskilstuna kommun
- D8 Hjälmare kanal, Eskilstuna kommun
- D9 Gillberga - Bilby, Eskilstuna kommun
- D10 Biby, Eskilstuna kommun
- D11 Västermo, Eskilstuna kommun
- D12 Stora Sundby, Eskilstuna kommun
- D13 Norrlången-Bårsta, Eskilstuna kommun
- D14 Fogdö centrala del, Strängnäs kommun
- D15 Överselö-Tynneslö, Strängnäs kommun
- D16 Mälsåker, Strängnäs kommun
- D17 Kinger-Valla, Strängnäs kommun
- D18 Strängnäs, Strängnäs kommun
- D19 Sundby sjukhusområde, Strängnäs kommun
- D20 Åkers styckebruk, Strängnäs kommun
- D20b Skottvångs gruva, Gnesta kommun
- D21 Gripsholm-Mariefred, Strängnäs kommun
- D22 Österåkerbygden, Vingåkers kommun
- D23 Högsjö, Vingåkers kommun
- D24 Tåkenön, Katrineholms kommun
- D25 Julittabygden, Katrineholms kommun
- D26 Flodabygden, Katrineholms kommun
- D27 Granhed, Katrineholms kommun
- D28 Katrineholm, Katrineholms kommun
- D29 Ericsberg, Flens kommun och Katrineholms kommun
- D30 Vadsbro-Ånhammar med mera, Flens kommun och Gnesta kommun
- D31 Malmköping, Flens kommun
- D32 Flenmo-Hökärr, Flens kommun
- D33 Sparreholm, Flens kommun
- D34 Harpsund, Flens kommun
- D35 Mellösa kyrkby, Flens kommun
- D36 Jälund, Sörby m. m., Flens kommun och Gnesta kommun
- D37 Vibyholm, Årdala m. m., Flens kommun
- D38 Lagmansö, Flens kommun
- D39 Blackstaby m. m., Flens kommun
- D40 Åkerö, Flens kommun
- D41 Gåsinge-Dillnäs och del av Frustuna-Kattnäs, Gnesta kommun
- D42 Elghammar, Gnesta kommun
- D43 Eriksgatan Önnersta - Penningby, Gnesta kommun
- D44 Gnesta, Gnesta kommun
- D45 Östermalma, Nyköpings kommun
- D46 Trosaåns dalgång, Trosa kommun
- D47 Lid-Runtuna-Spelvik-Ludgo-Lästringe, Nyköpings kommun
- D48 Husby-Oppunda, Nyköpings kommun
- D49 Thureholm, Trosa kommun
- D50 Trosa, Trosa kommun
- D51 Halla-Stigtomta, Nyköpings kommun
- D52 Nyköpingsåns dalgång, Nyköpings kommun
- D53 Björksund-Stora Sulsta, Nyköpings kommun
- D54 Ringsö, Hartsö m.m., Nyköpings kommun
- D55 Kiladalen, Nyköpings kommun
- D56 Arnö-Stora kungsladugården, Nyköpings kommun
- D57 Nyköping, Nyköpings kommun
- D58 Gamla vägen Stavsjö-Krokek, Nyköpings kommun
- D59 Tunaberg-Koppartorp, Nyköpings kommun
- D60 Tärnö, Nyköpings kommun

## Östergötlands län
- E1-7 Omberg-Tåkernområdet, Vadstena kommun, Ödeshögs kommun och Mjölby kommun
- E8 Vadstena, Vadstena kommun
- E9 Göta kanal, Linköpings kommun och Motala kommun
- E10 Ulfåsa, Motala kommun
- E11 Medevi brunn, Motala kommun
- E12 Godegård, Motala kommun
- E13 Tjällmo, Motala kommun
- E14 Lundsbacke, Mjölby kommun
- E15 Bjälbo, Mjölby kommun
- E16 Skänninge, Mjölby kommun
- E17 Öjebro, Mjölby kommun
- E18 Solberga, Mjölby kommun
- E19 Ekeby-Ryckelsby, Boxholms kommun
- E20 Sunds kyrkby-Broby, Ydre kommun
- E21 Graby-Norrby, Ydre kommun
- E22 Smedstorps dubbelgård, Ydre kommun (även kulturreservat)
- E23 Tidersrum, Kinda kommun
- E24 Föllingsö-Tommestorp, Kinda kommun
- E25 Västra Eneby, Kinda kommun
- E26 Gumhem, Kinda kommun
- E27 Bjärka-Säby, Linköpings kommun
- E28 Kinda kanal, Linköpings kommun
- E29 Sturefors slott, Linköpings kommun
- E30 Sörby, Linköpings kommun
- E31 Slakaåsen-Lambohovs herrgård
- E32 Linköping, Linköpings kommun
- E33 Tift, Linköpings kommun
- E34 Kaga, Linköpings kommun
- E35 Ledberg, Linköpings kommun
- E36 Vreta kloster-Knivinge, Linköpings kommun
- E38 Ljungs slott, Linköpings kommun
- E39 Vårdsberg-Landeryd, Linköpings kommun
- E40 Grävsten, Linköpings kommun
- E41 Fläret-Ekenäs, Linköpings kommun
- E42 Askeby, Linköpings kommun
- E43 Risinge, Finspångs kommun
- E44 Finspång, Finspångs kommun
- E45 Häfla övre bruk, Finspångs kommun
- E83 Åsbosänkan, Boxholms kommun
- E85 Skedevi, Finspångs kommun
- E86 Ennesbo, Kinda kommun
- E88 Brokind, Linköpings kommun
- E89 Kåarp-Galgbacken, Mjölby kommun och Linköpings kommun
- E90 Bjäsätter, Linköpings kommun
- E91 Törnevalla, Linköpings kommun
- E92 Särstad-Jordfälle, Mjölby kommun och Boxholms kommun
- E95 Grindbo-Sprängsbo, Ydre kommun
- E97 Tjärstad, Kinda kommun
- E98 Hornsberg-Ekeby, Kinda kommun
- Tinderö odlingslandskap, Linköpings kommun, Östergötland (sedan 1999)

## Jönköpings län
- F1 Sandvik, Gislaveds kommun
- F2 Villstad, Gislaveds kommun
- F3 Finnvedens folkland, Gislaveds kommun och Vetlanda kommun
- F4 Södra Vissö by, Värnamo kommun
- F5 Dannäs, Värnamo kommun
- F6 Källunda-Åminne, Värnamo kommun
- F7 Nästa-Kärda, Värnamo kommun
- F8 Vallerstad, Värnamo kommun
- F9 Nya Åminne, Värnamo kommun
- F10 Getaryggarna-Ed, Värnamo kommun
- F11 Rydaholm, Värnamo kommun
- F12 Hindsen, Värnamo kommun
- F13 Sötåsa by, Värnamo kommun
- F14 Nydala kloster, Värnamo kommun
- F15 Gamla Hjälmseryd, Sävsjö kommun
- F16 Hultsjö, Sävsjö kommun
- F17 Hjärtlanda, Sävsjö kommun
- F18 Norra Ljunga, Sävsjö kommun
- F19 Komstad, Sävsjö kommun
- F20 Eksjöhovgård, Sävsjö kommun
- F21 Vallsjö, Sävsjö kommun
- F22 Lannaskede, Vetlanda kommun
- F23 Näsby, Vetlanda kommun
- F24 Byestad, Vetlanda kommun
- F25 Stora Rösslida, Vetlanda kommun
- F26 Skirö, Vetlanda kommun
- F27 Repperda, Vetlanda kommun
- F28 Ädelfors, Vetlanda kommun
- F29 Stora Ökna, Vetlanda kommun
- F30 Töllstorp, Gnosjö kommun
- F31 Häradsö, Vaggeryds kommun
- F32 Fryebo, Vaggeryds kommun
- F33 Pålskog, Vaggeryds kommun
- F34 Båramo, Vaggeryds kommun
- F35 Skillingarydslägren, Vaggeryds kommun
- F37 Ekeryd, Skjutebo Jönköpings kommun och Vaggeryds kommun
- F38 Bringetofta, Nässjö kommun
- F39 Norra Sandsjö, Nässjö kommun
- F41 Havsjö, Nässjö kommun
- F42 Sniparp, Rommen, Nässjö kommun
- F43 Äsperyd, Nässjö kommun
- F44 Fagertofta, Danstorp, Nässjö kommun
- F45 Flisby, Nässjö kommun
- F46 Sunneränga, Nässjö kommun
- F47 Askerydsvägen och Skiverstad, Aneby kommun och Eksjö kommun
- F48 Brevik, Eksjö kommun
- F49 Ränneslätt, Eksjö kommun
- F50 Eksjö, Eksjö kommun
- F51 Ryningsholm, Eksjö kommun
- F52 Markestad, Hunnerstad, Eksjö kommun
- F53 Mellby, Eksjö kommun
- F54 Edshult, Eksjö kommun
- F55 Fågelhult och Åsa, Eksjö kommun
- F56 Idekulla, Eksjö kommun
- F57 Bruzaholm, Eksjö kommun
- F58 Pukulla, Eksjö kommun
- F59 Näs, Eksjö kommun
- F60 Hultåkra, Eksjö kommun
- F61 Hässleby sanatorium, Eksjö kommun
- F62 Hult, Eksjö kommun
- F63 Norra Unnaryd, Jönköpings kommun
- F64 Vallgårda, Jönköpings kommun
- F65 Ödestugu, Jönköpings kommun
- F66 Smålands Taberg, Jönköpings kommun
- F67 Järstorp, Jönköpings kommun
- F68 Eklundshov, Jönköpings kommun
- F69 Jönköping, Jönköpings kommun
- F70 Huskvarna, Jönköpings kommun
- F71 Stensholm, Lundaberget, Jönköpings kommun
- F72 Östra Höreda, Jönköpings kommun
- F73 Djuvarp, Roestorp, Jönköpings kommun
- F74 Skärstadsdalen, Jönköpings kommun
- F75 Ölmstad, Jönköpings kommun
- F76 Visingsö, Jönköpings kommun
- F77 Röttle, Västanå, Jönköpings kommun
- F78 Gränna, Uppgränna, Jönköpings kommun
- F79 Haurida och Åsen, Aneby kommun
- F80 Hullaryd, Aneby kommun
- F81 Stjärneborg, Herrestad, Aneby kommun
- F82 Bredestad, Herrestad, Aneby kommun
- F83a Bordsjö, Herrestad, Aneby kommun
- F83b Västorp, Herrestad, Aneby kommun
- F84 Kappetorp, Tranås kommun
- F85 Botilstorp, Tranås kommun
- F86 Botorp, Tranås kommun
- F87 Säbydalen, Tranås kommun
- F88 Tranås, Tranås kommun

## Kronobergs län
- G1 Blidingsholm, Tingsryds kommun
- G2 Korrö, Tingsryds kommun
- G3 Älmhults stationssamhälle, Älmhults kommun
- G4 Römningeområdet, Älmhults kommun
- G5 Råshult, Älmhults kommun (även kulturreservat)
- G6 Höö, Älmhults kommun
- G7 Hamneda, Ljungby kommun
- G8 Trottelöv-Össlöv-Fallnaveka, Ljungby kommun
- G9 Tjust, Ljungby kommun
- G10 Lida-Husaby, Ljungby kommun
- G11 Hörda-Klövaryd, Ljungby kommun
- G12 Hallsjö, Ljungby kommun
- G13 Bolmsö kyrkby, Ljungby kommun
- G14 Toftaholm, Ljungby kommun
- G15 Torsås, Alvesta kommun
- G16 Huseby-Skatelöv, Alvesta kommun
- G17 Bennestad-Blädinge-Oby-Näs, Alvesta kommun
- G18 Hjärtanäs-Dansjö-Gåvetorp-Spåningslanda, Alvesta kommun
- G19 Borshult, Alvesta kommun
- G20 Härlöv, Alvesta kommun
- G21 Horda-Ryd, Alvesta kommun
- G22 Lyåsa-Strömhult, Alvesta kommun
- G23 Jät, Växjö kommun
- G24 Ingelstad-Torås-Torsjö, Växjö kommun
- G25 Billa-Hemmesjö, Växjö kommun
- G26 Bergkvara, Växjö kommun
- G27 Växjö stad
- G28 Dädesjö, Växjö kommun
- G29 Hult-Sandsjö-Ormesberga, Växjö kommun
- G30 Lädja-Rösås, Växjö kommun
- G31 Lessebo, Lessebo kommun
- G32 Kosta, Lessebo kommun
- G33 Sävsjö, Uppvidinge kommun
- G34 Granhult, Uppvidinge kommun
- G35 Ängsfruksodlingsområdet kring Åsnen, Tingsryds kommun

## Kalmar län
- H1 Ås, Mörbylånga kommun
- H2 Sebberneby, Mörbylånga kommun
- H3 Eketorp, Mörbylånga kommun
- H4 Gräsgård-Segerstad, Mörbylånga kommun
- H5 Albrunn-Vickleby, Mörbylånga kommun
- H7 Gösslunda, Mörbylånga kommun
- H8 Hulterstad-Stenåsa, Mörbylånga kommun
- H10 Eriksöre, Mörbylånga kommun, Mörbylånga kommun
- H11 Kalkstad-Lenstad, Mörbylånga kommun
- H12 Dröstorp, Mörbylånga kommun
- H13 Ekelunda, Mörbylånga kommun
- H14 Skarpa Alby-Gårdby, Mörbylånga kommun
- H16 Gråborg, Mörbylånga kommun
- H17 Algutrum-Ryd, Mörbylånga kommun
- H18 Vanserums malm, Borgholms kommun
- H19 Gärdslösa-Runsten, Borgholms kommun
- H20 Rönnerums fornby, Borgholms kommun
- H21 Karums alvar, Borgholms kommun
- H23 Borgholm-Räpplinge, Borgholms kommun
- H24 Kapelludden, Borgholms kommun
- H25 Hörninge, Borgholms kommun
- H26 Hjärpestad-Långöre, Borgholms kommun
- H27 Löt, Borgholms kommun
- H28 Södra Greda-Djurstad, Borgholms kommun
- H29 Äleklinta-Grönslunda, Borgholms kommun
- H30 Föra kyrkby, Borgholms kommun
- H31 Sandvik-Horn, Borgholms kommun
- H32 Källa-Högenäs, Borgholms kommun
- H33 Rosendal, Borgholms kommun
- H34 Bogate, Borgholms kommun
- H35 Torp, Borgholms kommun
- H36 Ishult, Oskarshamns kommun
- H37 Neptuni åkrar, Borgholms kommun
- H38 Ölands norra udde, Borgholms kommun
- H39 Bröms, Torsås kommun
- H40 Bergkvara, Torsås kommun
- H41 Hästmahult, Torsås kommun
- H42 Vissefjärda, Emmaboda kommun
- H43 Linnefors, Emmaboda kommun
- H44 Bökevara, Emmaboda kommun
- H45 Eriksmåla, Emmaboda kommun
- H46 Halltorp-Hagby, Torsås kommun och Kalmar kommun
- H47 Ljungby-Hossmo, Kalmar kommun
- H48 Kalmar, Kalmar kommun
- H49 Kläckeberga, Kalmar kommun
- H50 Ryssby-Skäggenäs, Kalmar kommun
- H51 Pukeberg, Nybro kommun
- H52 Orrefors, Nybro kommun
- H53 Kråksmåla kyrkby, Nybro kommun
- H54 Strömsrum-Pataholm, Mönsterås kommun
- H55 Kronobäck-Råsnäs, Mönsterås kommun
- H56 Mönsterås, Mönsterås kommun
- H57 Alebo-Gelebo, Mönsterås kommun
- H58 Långemåla-Värdebo, Mönsterås kommun och Högsby kommun
- H59 Gillberga-Staby, Högsby kommun
- H60 Forsaryd-Virstad, Högsby kommun
- H61 Gamlehult-Klobo, Högsby kommun
- H62 Em-Vånevik, Mönsterås kommun och Oskarshamns kommun
- H63 Runnö, Oskarshamns kommun
- H64 Furö, Oskarshamns kommun
- H65 Stensjö, Oskarshamns kommun
- H66 Tjustgöl-Adriansnäs, Oskarshamns kommun
- H67 Krokshult, Oskarshamns kommun
- H68 Mossebo, Hultsfreds kommun
- H69 Haddetorp-Rosenvik, Hultsfreds kommun
- H70 Tveta-Mörlunda, Hultsfreds kommun
- H71 Kantebo, Hultsfreds kommun (mellan 1997 och 2015 [6])
- H72 Högeruda-Ryd, Hultsfreds kommun
- H73 Klövdala, Hultsfreds kommun
- H74 Årena, Hultsfreds kommun
- H75 Hagelsrum, Hultsfreds kommun
- H76 Visböle-Vena, Hultsfreds kommun
- H77 Dalsebo-Krokarp, Hultsfreds kommun och Vimmerby kommun
- H78 Gåsefall-Pipetorp, Vimmerby kommun
- H79 Tuna, Vimmerby kommun
- H80 Pelarne kyrkby, Vimmerby kommun
- H81 Ösjöfors, Vimmerby kommun
- H82 Djursdala, Vimmerby kommun
- H83 Korka kvarnar, Vimmerby kommun
- H84 Vimmerby stad, Vimmerby kommun
- H85 Frödinge kyrkby-Toverum, Vimmerby kommun
- H86 Höslätts by, Vimmerby kommun
- H87 Solstadsström-Blankaholm, Oskarshamns kommun och Västerviks kommun
- H88 Sundsholm, Västerviks kommun
- H89 Gladhammar, Västerviks kommun
- H90 Västervik stad, Västerviks kommun
- H91 Källsåker, Västerviks kommun
- H92 Almvik-Blekhem, Västerviks kommun
- H93 Hasselö-Sladö, Västerviks kommun
- H94 Väderskär, Västerviks kommun
- H95 Gamleby-Lofta, Västerviks kommun
- H96 Överum, Västerviks kommun
- H97 Ukna-Västra Ed, Västerviks kommun
- H98 Ringhult, Högsby kommun
- H99 Bäckebo, Nybro kommun
- H100 Karlslunda, Kalmar kommun
- H101 Grisbäck, Torsås kommun

## Gotlands län
- I1 Fårös västra kust
- I2 Ava
- I3 Gåsmora
- I4 Verkegards-Dämba
- I5 Lansa-Marpes
- I6 Bläse
- I7 Fleringebygden
- I8 Hau
- I9 Barläst
- I10 S:t Olofsholm
- I11 Kyllaj-Lörge
- I12 Domarlunden-Pavalds
- I13 Fallets fornby
- I14 Hall
- I15 Häftings
- I16 Sigsarve-Suderbys
- I17 Hejnum
- I18 Bro
- I19 Muramaris-Brucebo
- I20 Visby
- I21 Roma kloster
- I22 Sojvide-Gervide
- I23 Paviken-Västergarn
- I24 Vivesholm
- I25 Vallhagarområdet
- I26 Eksta med Karlsöarna
- I27 Petes
- I28 Hablingbo och Silte
- I29 Kräklingbo
- I30 Östergarn
- I31 Ardre
- I32 Alskog
- I33 Fjäle i Ala och Visnar ängar i Alskog
- I34 Digerrojr i Garda
- I35 Laus Backar
- I36 Närkusten
- I37 Bandlunde
- I38 Uggarde-Vinarve
- I39 Änggårde
- I40 Grötlingbo
- I41 Öja
- I42 Hamra
- I43 Västlandsområdet
- I44 Gervalds
- I45 Norrbyområdet
- I46 Fridarve-Rofinds-Bonsarve
- I47 Nore och Austreområdet
- I48 Sundre
- I49 Gotska sandön
- I50 Lickershamn
- I51 Tjelvars grav m m
- I52 Anga
- I53 Buttle
- I54 Lojsta
- I55 Fardhem-Linde
- I56 Havor
- I57 Eskelhem-Tofta
- I58 Fide
- I59 Gotlands medeltida kyrkomiljöer
- I60 Gotländska fiskelägen

## Blekinge län
Karlshamns kommun
- K3 Letesmåla
- K4 Elleholm
- K5 Mörrum
- K6 Karlshamn
- K7 Ire
- K8 Djurtorp

Karlskrona kommun
- K14 Skärva m.m.
- K15 Karlskrona
- K16 Herrgården, Tjurkö stenhuggeri
- K17 Östra Skärgården i Blekinge
- K20 Hallarumsviken
- K21 Brömsebro (Kristianopels sn)
- K22 Kristianopel

Olofströms kommun
- K1 Baggeboda

Ronneby kommun
- K9 Bräkne-Hoby
- K10 Ronneby brunn/Blekan-Fridhem-Rönninge
- K11 Johannishus m.m.
- K12 Förkärla centralbygd

Sölvesborgs kommun
- K2 Sölvesborg

## Skåne län
- L 1 Skillinge-Brantevik, Simrishamns kommun
- L 2 Glimmingehus, Simrishamns kommun
- L 3 Gladsax, Simrishamns kommun
- L 4 Simrishamn, Simrishamns kommun
- L 5 Baskemölla, Simrishamns kommun
- L 6 Vik, Simrishamns kommun
- L 7 Kivik, Simrishamns kommun
- L 8 Haväng - Vitemölla, Simrishamns kommun
- L 14 Åhus, Kristianstads kommun
- L 15 Kristianstad, Kristianstads kommun
- L 16 Vä, Kristianstads kommun
- L 17 Araslövs farmer, Kristianstads kommun
- L 18 Torsebro, Kristianstads kommun
- L 19 Trolle-Ljungby, Kristianstads kommun
- L 21 Rinkaby, Kristianstads kommun
- L 20 Bäckaskog-Kjugekull, Kristianstads kommun
- L 22 Maltesholm, Kristianstads kommun
- L 23 Vittskövle, Kristianstads kommun
- L 24 Näsum, Bromölla kommun
- L 27 Gumlösa-Sinclairsholm, Hässleholms kommun
- L 28 Skeinge, Hässleholms kommun
- L 29 Herrevadskloster-Ljungbyhed, Klippans kommun
- L 30 Klippans pappersbruk, Klippans kommun
- L 31 Trolleholm, Eslövs kommun
- L 32 Båstad, Båstads kommun
- L 33 Salomonhög-Stora Nötte, Båstads kommun
- L 34 Gröthögarna-Segeltorp, Båstads kommun
- L 35 Dagshög, Båstads kommun
- M 1 Kullaberg, Höganäs kommun
- M 3 Höganäs, Höganäs kommun
- M 6 Gamla Viken, Höganäs kommun
- M 7 Kulla Gunnarstorp - Allerum, Helsingborgs kommun
- M 8 Rosendal - Kropp, Helsingborgs kommun
- M 10 Rååns dalgång, Helsingborgs kommun, Landskrona kommun och Svalövs kommun
- M 15 Helsingborg, Helsingborgs kommun
- M 17 Ramlösa brunn, Helsingborgs kommun
- M 19 Vrams Gunnarstorp - Norra Vram, Bjuvs kommun
- M 23 Ven, Landskrona kommun
- M 26 Landskrona, Landskrona kommun
- M 31 Trolleholm, Svalövs kommun
- M 32 Norrvidinge - Södervidinge, Kävlinge kommun, Landskrona kommun och Svalövs kommun
- M 37 Ageröd - Bosjökloster - Mölleriket, Eslövs kommun och Höörs kommun
- M 44 Löddeköpinge - Stävie - Borgeby, Kävlinge kommun och Lomma kommun
- M 45 Lackalänga, Kävlinge kommun och Lunds kommun (Delen i Stångby socken och Västra Hoby socken)
- M 46 Barsebäck - Hofterup, Kävlinge kommun
- M 53 Västra Strö - Trollenäs, Eslövs kommun
- M 58 Skarhult, Eslövs kommun
- M 63 Ellinge - Västra Sallerup, Eslövs kommun
- M 67 Fulltofta - Osbyholm - Nunnäs, Hörby kommun
- M 72 Östra Sallerup, Hörby kommun
- M 77 Alnarp - Burlöv, Burlövs kommun, Lomma kommun och Staffanstorps kommun
- M 80 Svenstorp - Hviderup - Flyinge - Västra Hoby - Stångby kyrkby, Eslövs kommun och Lunds kommun
- M 81 Kungsmarken - Fågelsångsdalen, Lunds kommun
- M 82 Björnstorp - Gödelöv, Lunds kommun
- M 83 Dalby - Hardeberga, Lunds kommun
- M 87 Lund, Lunds kommun
- M 93 Esarp, Staffanstorps kommun
- M 95 Häckeberga, Lunds kommun
- M 100 Övedskloster - Tullesbo, Eslövs kommun och Sjöbo kommun
- M 101 Everlöv - Kumlatofta - Ilstorp, Sjöbo kommun
- M 104 Sövde - Sövdeborg, Sjöbo kommun
- M 114 Malmö, Malmö kommun
- M 116 Görslöv - Bara - Torup - Hyby, Staffanstorps kommun och Svedala kommun
- M 117 Skabersjö, Malmö kommun och Svedala kommun
- M 122 Börringe - Anderslöv, Svedala kommun
- M 128 Foteviken - Glostorp, Malmö kommun
- M 144 Östra Vemmenhög - Västra Vemmenhög - Tullstorp - Dybäck, Skurups kommun
- M 152 Svaneholm, Skurups kommun
- M 155 Skurups kyrkby, Skurups kommun
- M 158 Sjörup - Charlottenlund - Snårestad, Ystads kommun
- M 176 Grindhus, Svalövs kommun
- M 177 Teckomatorp, Svalövs kommun
- M 179 Hallsbergs stenar, Sjöbo kommun
- M 180 Södra Åsum, Sjöbo kommun
- M 181 Södra Sallerup, Malmö kommun
- M 182 Eslöv, Eslövs kommun

## Hallands län
- N1 Särö, Kungsbacka kommun
- N2 Vallda kyrkby, Kungsbacka kommun
- N3 Kungsbacka kyrkby, Kungsbacka kommun
- N4 Hjälm-Rossared, Kungsbacka kommun
- N5 Onsala-Sandö, Kungsbacka kommun
- N6 Mönsters lotsplats, Kungsbacka kommun
- N7 Nidingens fyrplats, Kungsbacka kommun
- N8 Mårtagården och Apelhögens kaptensgårdar, Kungsbacka kommun
- N9 Onsala kyrkby, Kungsbacka kommun
- N10 Fjärås Bräcka, Kungsbacka kommun
- N11 Äskhults by, Kungsbacka kommun
- N12 Tjolöholm, Kungsbacka kommun
- N13 Varberg, Varbergs kommun
- N14 Grimeton, Varbergs kommun
- N15 Träslövsläge, Varbergs kommun
- N17 Bergs by, Falkenbergs kommun
- N18 Lindhults gods m m, Falkenbergs kommun
- N19 Ätradalen, Falkenbergs kommun och Varbergs kommun
- N20 Vinbergs kyrkby, Falkenbergs kommun
- N21 Falkenberg, Falkenbergs kommun
- N22 Vastaddalen, Falkenbergs kommun
- N23 Ry, Hylte kommun
- N24 Landeryd, Hylte kommun
- N25 Jälluntofta kyrkby, Hylte kommun
- N26 Rydöbruk, Hylte kommun
- N27 Ödegärdet, Hylte kommun
- N28 Femsjö, Hylte kommun
- N29 Fröllinge-Susegården, Halmstads kommun
- N30 Kvibille, Halmstads kommun
- N31 Vapnödalen, Halmstads kommun
- N32 Sperlingsholms gods, Halmstads kommun
- N33 Slottsmöllan-Övraby, Halmstads kommun
- N34 Tyludden-Tylöns fyrplats, Halmstads kommun
- N35 Halmstad, Halmstads kommun
- N36 Stjärnarps gods, Halmstads kommun
- N37 Eldsbergaåsen, Halmstads kommun
- N38 Bollaltebygget, Laholms kommun
- N39 Tjärby, Laholms kommun
- N40 Lagadalen, Laholms kommun
- N41 Laholms innerstad och Lagaholm, Laholms kommun
- N42 Dömestorp med mera, Laholms kommun

## Västra Götalands län
- O 1 Bronsålderssundet, Göteborgs kommun [10]
- O 2 Göteborg, Göteborgs kommun [11]
- O 3 Delsjön, Göteborgs kommun [12]
- O 4 Djupedal, Göteborgs kommun [13]
- O 5 Nya Varvet, Göteborgs kommun [14]
- O 6 Nya Älvsborg-Aspholmen, Göteborgs kommun [15]
- O 7 Styrsö socken, Göteborgs kommun [16]
- O 8 Tumlehed, Göteborgs kommun [17]
- O 9 Vättlefjäll, Göteborgs kommun [18]
- O 10 Öxnäs by, Göteborgs kommun [19]
- O 12 Storåns dalgång, Härryda kommun [20]
- O 13 Kungälvs gamla stad-Bohus fästning, Kungälvs kommun [21]
- O 14 Marstrand, Kungälvs kommun [22]
- O 15 Kastellegården-Ragnhildsholmen m m, Göteborgs kommun och Kungälvs kommun [23]
- O 16 Solberg-Hede, Kungälvs kommun [24]
- O 17 Solberga-Ödsmål, Kungälvs kommun [25]
- O 18 Älgön, Kungälvs kommun [26]
- O 19 Centrala Bro, Lysekils kommun [27]
- O 20 Fiskebäckskil, Lysekils kommun [28]
- O 21 Immestad-Backa, Lysekils kommun [29]
- O 22 Stora och Lilla Kornö, Lysekils kommun [30]
- O 22 Stora och Lilla Kornö, Lysekils kommun [30]
- O 23 Lysekils stad med Stenshuvud, Lysekils kommun [31]
- O 24 Bärfendal, Munkedals kommun [32]
- O 25 Sältorna-Färlev, Munkedals kommun [33]
- O 26 Torp-Munkedal, Munkedals kommun [34]
- O 28 Gunnebo, Mölndals kommun [35]
- O 29 Kvarnbyn, Mölndals kommun [36]
- O 30 Haga, Orusts kommun [37]
- O 31 Kultehamn, Orusts kommun [38]
- O 32 Mollösund, Orusts kommun [39]
- O 33 Morlanda-Torebo, Orusts kommun [40]
- O 34 Nordvästra Orustskärgården, Orusts kommun [41]
- O 35 Jonsered, Partille kommun [42]
- O 36 Smögen, Sotenäs kommun [43]
- O 37 Tossene, Sotenäs kommun [44]
- O 38 Åby, Sotenäs kommun [45]
- O 39 Anrås, Stenungsunds kommun [46]
- O 40 Ramsön, Stenungsunds kommun [47]
- O 41 Blomsholm, Strömstads kommun [48]
- O 42 Krokstrand, Strömstads kommun [49]
- O 43 Massleberg-Jörlov, Strömstads kommun [50]
- O 44 Rossö-Rundö, Strömstads kommun [51]
- O 45 Skee-Folkestad, Strömstads kommun [52]
- O 46 Svinesund, Strömstads kommun [53]
- O 47 Bottnadalen, Tanums kommun [54]
- O 48 Fjällbacka, Tanums kommun [55]
- O 49 Flötemarksön, Tanums kommun [56]
- O 50 Greby, Tanums kommun [57]
- O 51 Havstensund, Tanums kommun [58]
- O 52 Tanumsslätten - Kalleby - Oppen-Fossum, Tanums kommun [59]
- O 53 Nasseröd - Tor - S Ödsmål, Tanums kommun [60]
- O 55 Sannäs, Tanums kommun [61]
- O 57 Västra Bullarestranden, Tanums kommun [62]
- O 58 Pater Noster, Tjörns kommun [63]
- O 59 Pilane, Tjörns kommun [64]
- O 60 Säby, Tjörns kommun [65]
- O 62 Åstol, Tjörns kommun [66]
- O 63 Bredfjället, Uddevalla kommun [67]
- O 64 Centrala Bokenäset, Uddevalla kommun [68]
- O 65 Dragsmark, Uddevalla kommun [69]
- O 66 Dynge ruin - Gullmarsberg, Uddevalla kommun [70]
- O 67 Gustavsberg, Uddevalla kommun [71]
- O 69 Hälsö - Burö m. fl. öar, Öckerö kommun [72]
- O 71 Stora Håltet, Härryda kommun [73]
- O 72 Kalvö-Trossö-Lindö, Tanums kommun [74]
- O 73 Sydkoster, Strömstads kommun [75]
- O 74 Örekilsälvens dalgång, Munkedals kommun [76]
- P 1 Yttre Bodane, Åmåls kommun [77]
- P 2 Forsbacka, Åmåls kommun [78]
- P 3 Edsleskog, Åmåls kommun [79]
- P 4 Nötön , Ustön   m  fl, Åmåls kommun [80]
- P 5 Ekholmen , Drängsholmen, Åmåls kommun [81]
- P 6 Låbyn, Åmåls kommun [82]
- P 7 Åmål centrala staden, Åmåls kommun [83]
- P 8 Bäckefors, Bengtsfors kommun [84]
- P 9 Dalslands kanal, Bengtsfors kommun och Melleruds kommun [85]
- P 10 Ed, Dals-Eds kommun [86]
- P 11 Töftedal-Gesäter, Dals-Eds kommun [87]
- P 12 Råggärd, Färgelanda kommun [88]
- P 13 Valbodalen, Färgelanda kommun [89]
- P 14 Dalbergså, Melleruds kommun [90]
- P 15 Holm - Östanå, Melleruds kommun [91]
- P 16 Gunnarsnäs, Melleruds kommun [92]
- P 17 Västra Tunhem, Trollhättans kommun [93]
- P 18 Brätte, Vänersborgs kommun [94]
- P 19 Halleberg  m  m, Vänersborgs kommun [95]
- P 20 Vänersborg, Vänersborgs kommun [96]
- P 21 Hästefjorden, Vänersborgs kommun [97]
- P 22 Koberg, Trollhättans kommun [98]
- P 23 Trollhättan sluss- och kanalområde, Trollhättans kommun [99]
- P 24 Sjuntorp, Trollhättans kommun [100]
- P 25 Rommele kyrkby, Trollhättans kommun [101]
- P 27 Tösslanda, Lilla Edets kommun [102]
- P 28 Åsbräcka, Lilla Edets kommun [103]
- P 29 Skepplanda  m  m, Ale kommun [104]
- P 30 Skallsjö ,  Nääs  m  m, Lerums kommun [105]
- P 31 Östad, Lerums kommun [106]
- P 32 Hjällsnäs, Lerums kommun [107]
- P 33 Antens västra strand, Alingsås kommun [108]
- P 34 Erska, Alingsås kommun [109]
- P 35 Hemsjö, Alingsås kommun [110]
- P 36 Alingsås, Alingsås kommun [111]
- P 37 Hol, Vårgårda kommun [112]
- P 38 Södra Härene, Vårgårda kommun [113]
- P 39 Yxnås, Vårgårda kommun [114]
- P 40 Siene , Tubbetorp , Eklanda, Vårgårda kommun [115]
- P 41 Holtsäckra, Vårgårda kommun [116]
- P 42 Ornunga, Vårgårda kommun [117]
- P 43 Vårgårda , Algutstorp, Vårgårda kommun [118]
- P 44 Kvinnestad, Vårgårda kommun [119]
- P 44 Äne, Vårgårda kommun [120]
- P 45 Hov, Herrljunga kommun [121]
- P 46 Fölene, Herrljunga kommun [122]
- P 47 Jällby, Herrljunga kommun [123]
- P 48 Vädersholm , Hökerum, Ulricehamns kommun [124]
- P 49 Ätrans dalgång, Ulricehamns kommun [125]
- P 52 Tåstarp, Tranemo kommun [126]
- P 53 Torpa, Tranemo kommun [127]
- P 54 Tyggestorp, Tranemo kommun [128]
- P 55 Dalstorp, Tranemo kommun [129]
- P 56 Månstad, Tranemo kommun [130]
- P 57 Läggared, Svenljunga kommun [131]
- P 58 Örsås, Svenljunga kommun [132]
- P 59 Roasjö, Svenljunga kommun [133]
- P 60 Revesjö, Svenljunga kommun [134]
- P 61 Mårdaklev, Svenljunga kommun [135]
- P 62 Viskastigen, Marks kommun [136]
- P 63 Häggåns dalgång, Marks kommun [137]
- P 64 Rydal, Marks kommun [138]
- P 65 Fristad - Gingri, Marks kommun [139]
- P 66 Öresten, Marks kommun [140]
- P 67 Oppensten - Skårtebo, Tranemo kommun [141]
- P 68 Karls grav, Vänersborgs kommun [142]
- P 69 Hallersbyn  m  fl, Melleruds kommun [143]
- P 71 Hyssna gamla kyrka och Melltorps by, Marks kommun [144]
- P 72 Bottnen, Marks kommun [145]
- P 73 Mellby samhälle och Borgs by, Alingsås kommun [146]
- P 74 Säveån med Hillefors grynkvarn, Lerums kommun [147]
- P 75 Rydboholm, Borås kommun [148]
- P 76 Bredfjället, Lilla Edets kommun [149]
- R 1 Södra Råda, Gullspångs kommun [150]
- R 2 Göta kanal, Mariestads kommun [151]
- R 3 Edet-Sätra, Karlsborgs kommun [152]
- R 4 Forsvik, Karlsborgs kommun [153]
- R 5 Karlsborg, Karlsborgs kommun [154]
- R 6 Granvik, Karlsborgs kommun [155]
- R 7 Ekens skärgård, Lidköpings kommun [156]
- R 8 Otterstad-Läckö, Lidköpings kommun [157]
- R 9 Kålland, Lidköpings kommun [158]
- R 10 Tun, Lidköpings kommun [159]
- R 11 Kinnekulle, Götene kommun [160]
- R 12 Forshem, Götene kommun [161]
- R 13 Ova-Mariedal, Götene kommun [162]
- R 14 Ledsjö-Vättlösa-Istrum-Lerdala, Götene kommun, Skövde kommun och Skara kommun [163]
- R 15 Björsäter, Mariestads kommun [164]
- R 16 Lugnåsberget, Mariestads kommun [165]
- R 17 Mariestad, Mariestads kommun [166]
- R 18 Karleby, Mariestads kommun [167]
- R 19 Ek, Mariestads kommun [168]
- R 20 Sveneby, Töreboda kommun [169]
- R 21 Odensåker-Flistad-Binneberg-Horn, Mariestads kommun [170]
- R 22 Askeberga-Vad, Skövde kommun [171]
- R 23 Götlunda-Väring, Skövde kommun [172]
- R 24 Berg, Skövde kommun [173]
- R 25 Skara, Skara kommun [174]
- R 26 Brunsbo, Skara kommun [175]
- R 30 Forsby, Skövde kommun [176]
- R 31 Grevbäck, Hjo kommun [177]
- R 32 Hjo, Hjo kommun [178]
- R 33 N och S Fågelås, Hjo kommun [179]
- R 34 Levene, Vara kommun [180]
- R 35 Long, Vara kommun [181]
- R 36 Löjtnantsholm, Vara kommun [182]
- R 37 Karla-Tålanna, Vara kommun [183]
- R 38 Larv, Vara kommun [184]
- R 39 Valeberg, Vara kommun [185]
- R 48 Sjogerstad, Skövde kommun [186]
- R 49 Borgunda, Falköpings kommun [187]
- R 51 Hömb-Kavlås, Tidaholms kommun [188]
- R 53 Suntak, Tidaholms kommun [189]
- R 54 Åsarp, Falköpings kommun [190]
- R 55 Kymbo tall, Tidaholms kommun och Mullsjö kommun [191]
- R 56 Sandhem, Mullsjö kommun [192]
- R 57 Kyllemo, Mullsjö kommun [192]
- R 58 Ryfors, Mullsjö kommun [192]
- R 59 Habo, Habo kommun [192]
- R 60 Lidköping, Lidköpings kommun [193]
- R 61 Ås kyrkomiljö, Grästorps kommun [194]
- R 62 Essunga järnframställningsplatser, Essunga kommun [195]
- R 100 Kambrosilurområdet, Skara kommun och Falköpings kommun [196]

## Värmlands län

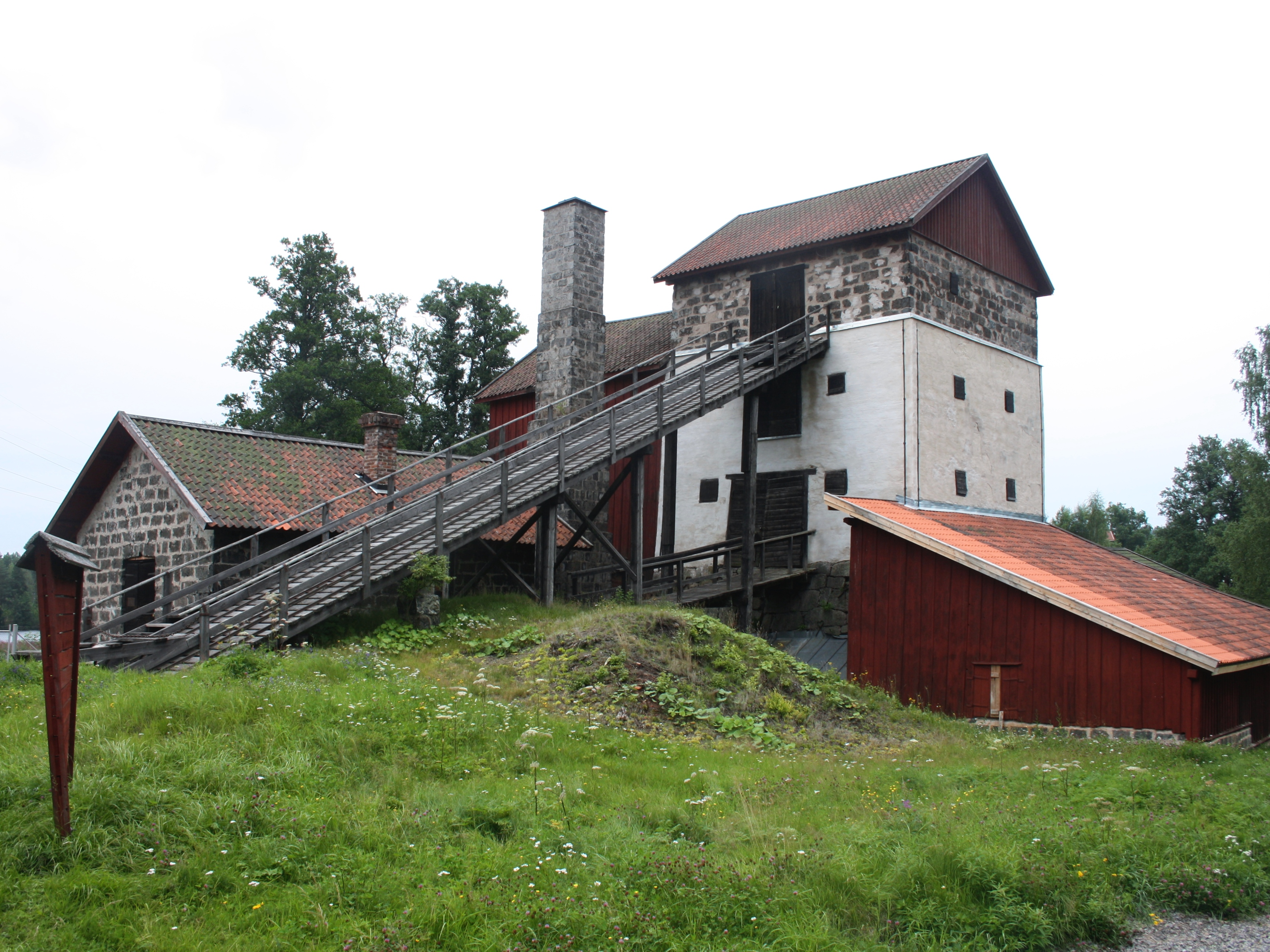
Storbrohyttan

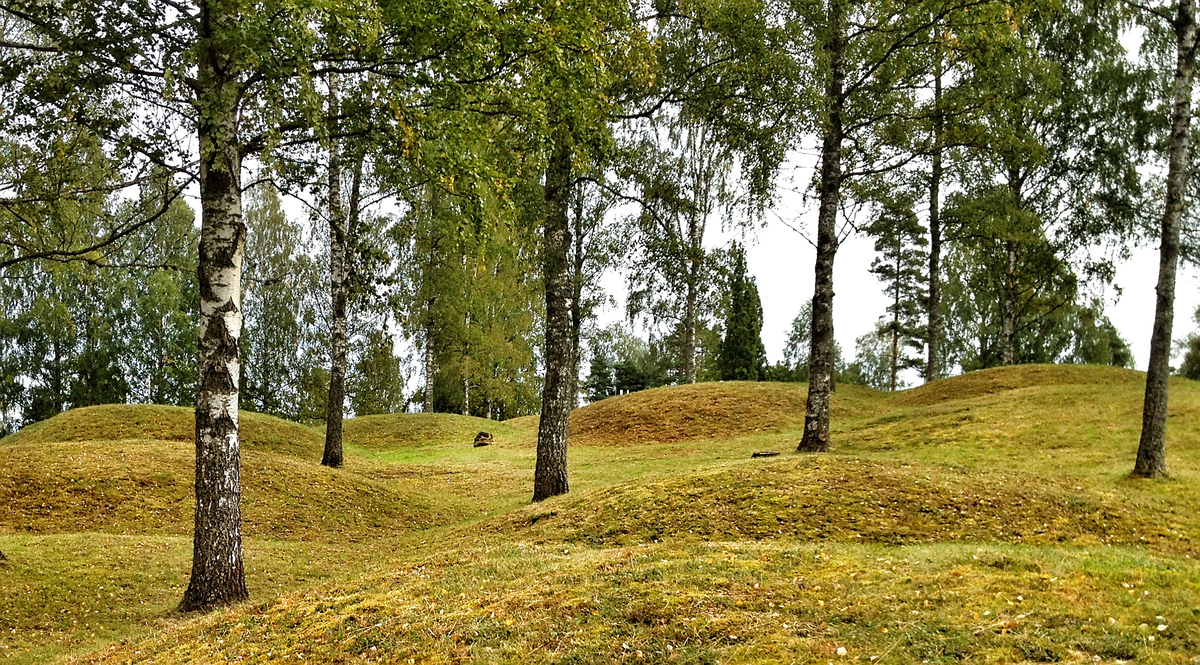
Runnevåls gravfält

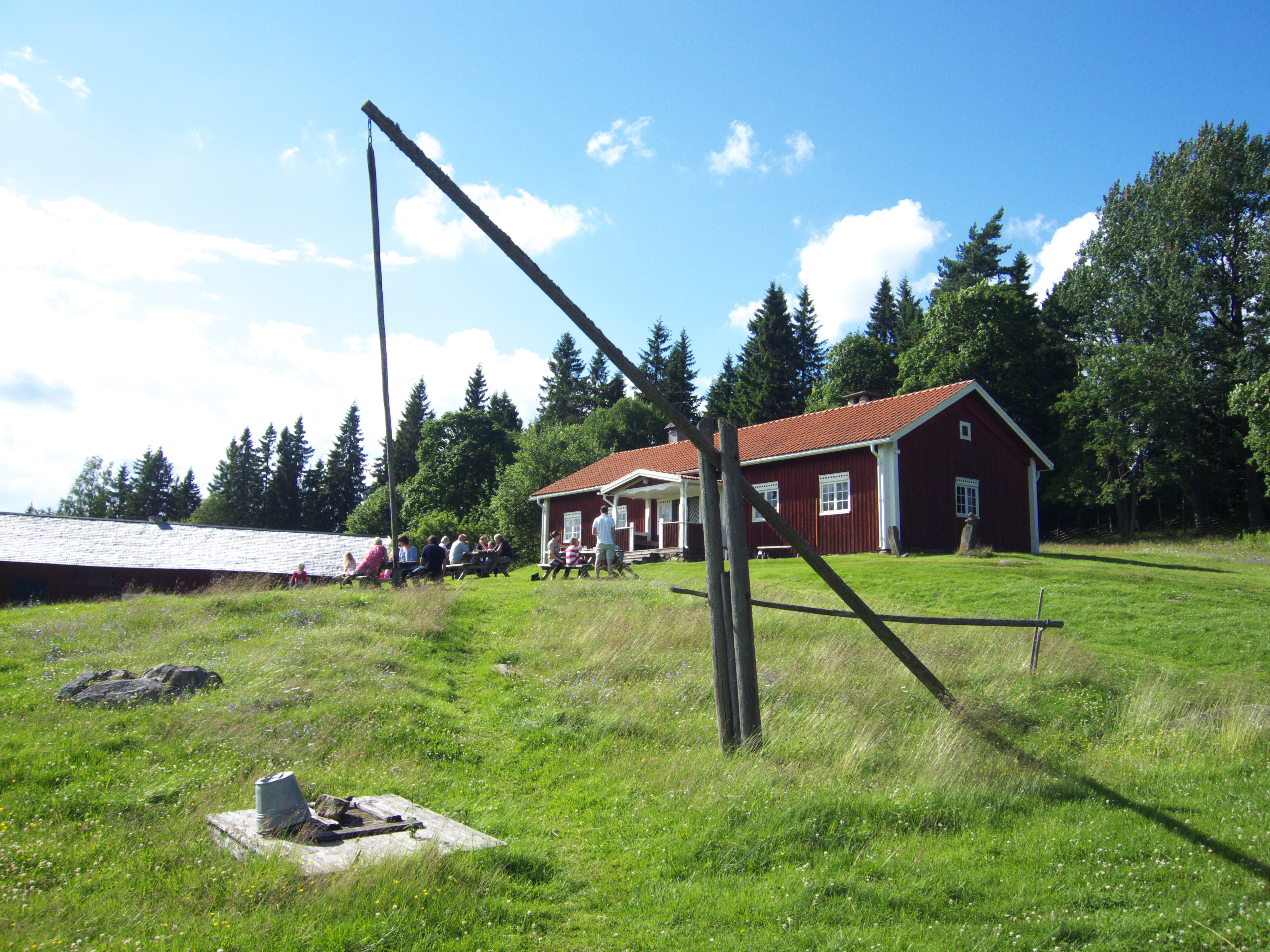
Kvarntorp

- S1 Västra Rud-Rävsjön-Sölje, Arvika kommun
- S2 Berg, Arvika kommun, Arvika kommun
- S3 Finnebäck-Tortan-Takene-Svartåna, Arvika kommun
- S4 Mölnerud, Arvika kommun
- S5 Eda skansar, Eda kommun
- S6 Brattfors, Filipstads kommun
- S7 Långban, Filipstads kommun
- S8 Persberg, Filipstads kommun
- S9 Saxåhyttan, Filipstads kommun
- S10 Storbrohyttan, Filipstads kommun
- S11 Motjärnshyttan, Filipstads kommun
- S12 Nordmark-Taberg, Filipstads kommun
- S13 Rämmen, Filipstads kommun
- S14 Hornkullen, Filipstads kommun
- S15 Borgvik, Grums kommun
- S16 Uddeholm, Hagfors kommun
- S17 Hammarö, Hammarö kommun
- S18 Alsterdalen, Karlstads kommun
- S19 Segerstad, Karlstads kommun
- S20 Väse-Ve, Karlstads kommun
- S21 Karlstads stadskärna, Karlstads kommun
- S22 Apertin-Illberg-Ekenäs, Kils kommun
- S23 Runnevål, Kils kommun
- S24 Visnum, Kristinehamns kommun
- S25 Värmlands Säby, Kristinehamns kommun
- S26 Visnum-Kil, Kristinehamns kommun
- S28 Munkfors, Munkfors kommun
- S29 Ransäter, Munkfors kommun
- S30 Bjurbäcken, Filipstads kommun och Storfors kommun
- S31 Rottneros, Sunne kommun
- S32 Mårbacka, Sunne kommun
- S33 Östra Ämtervik, Sunne kommun
- S34 Smedsby, Sunne kommun
- S35 Askersby, Sunne kommun
- S36 Västra Smedsbyn, Säffle kommun
- S37 Millesvik, Säffle kommun
- S38 Likenäs-Transtrand, Torsby kommun
- S39 Ritamäki-Kvarntorp, Torsby kommun
- S40 Johola, Torsby kommun
- S41 Kårebolssätern, Torsby kommun
- S42 Blomma-Gyltenäs, Årjängs kommun

## Örebro län

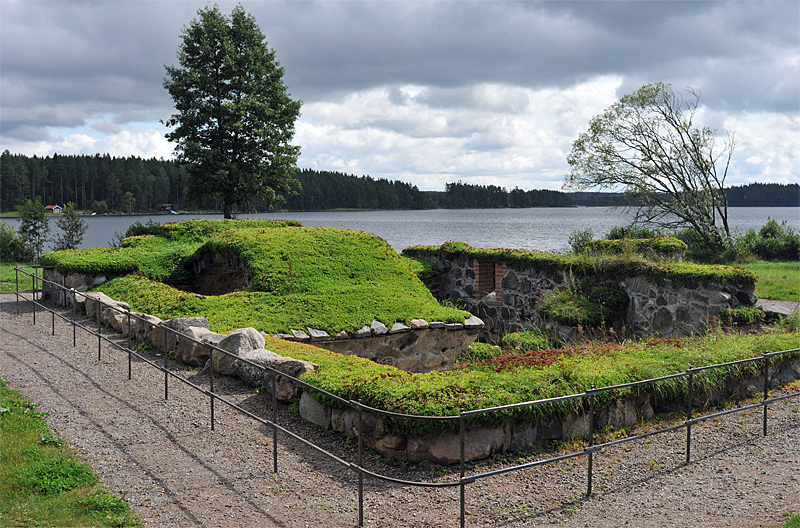
Ramundeboda klosterruin

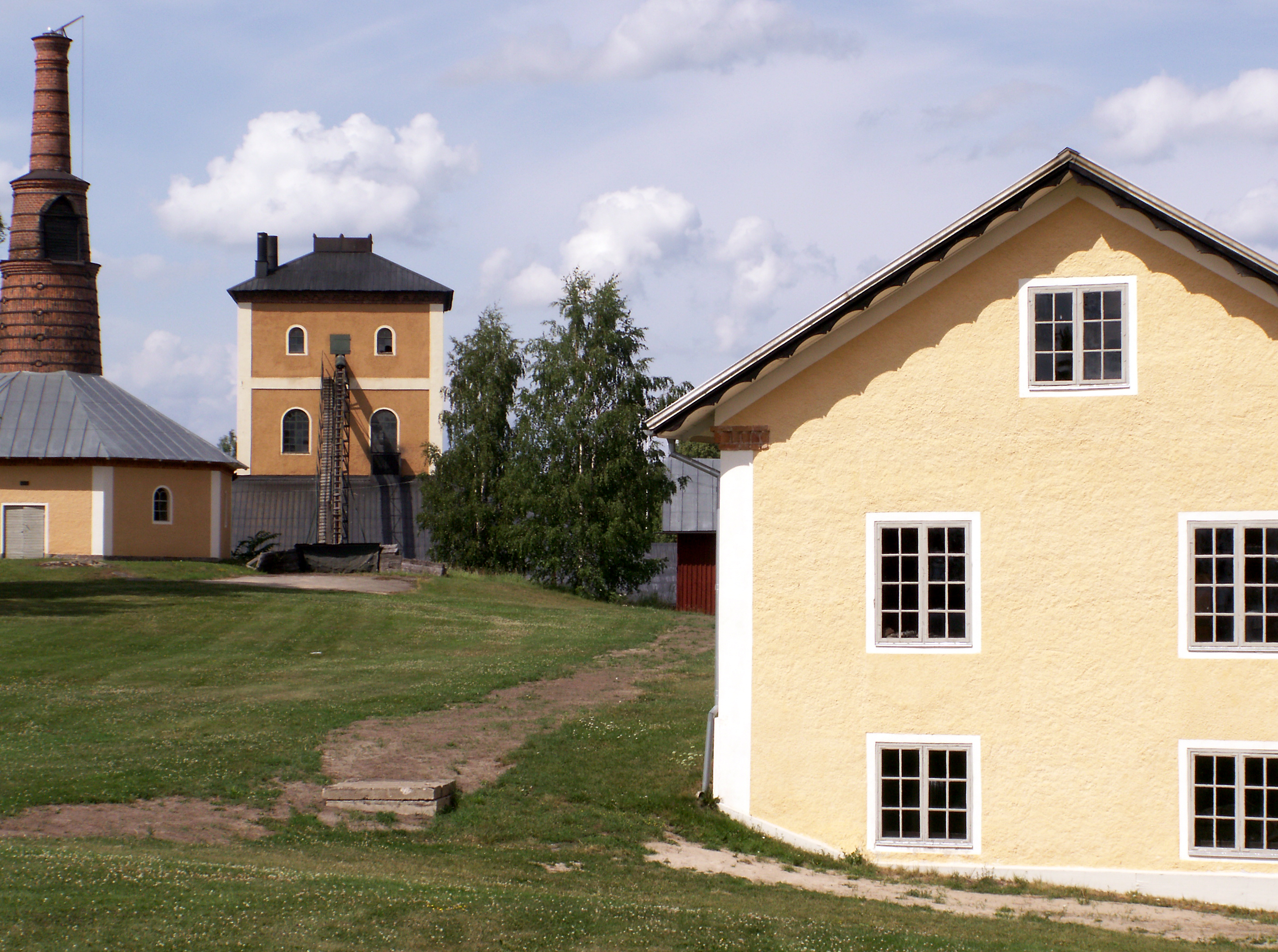
Brevens bruk

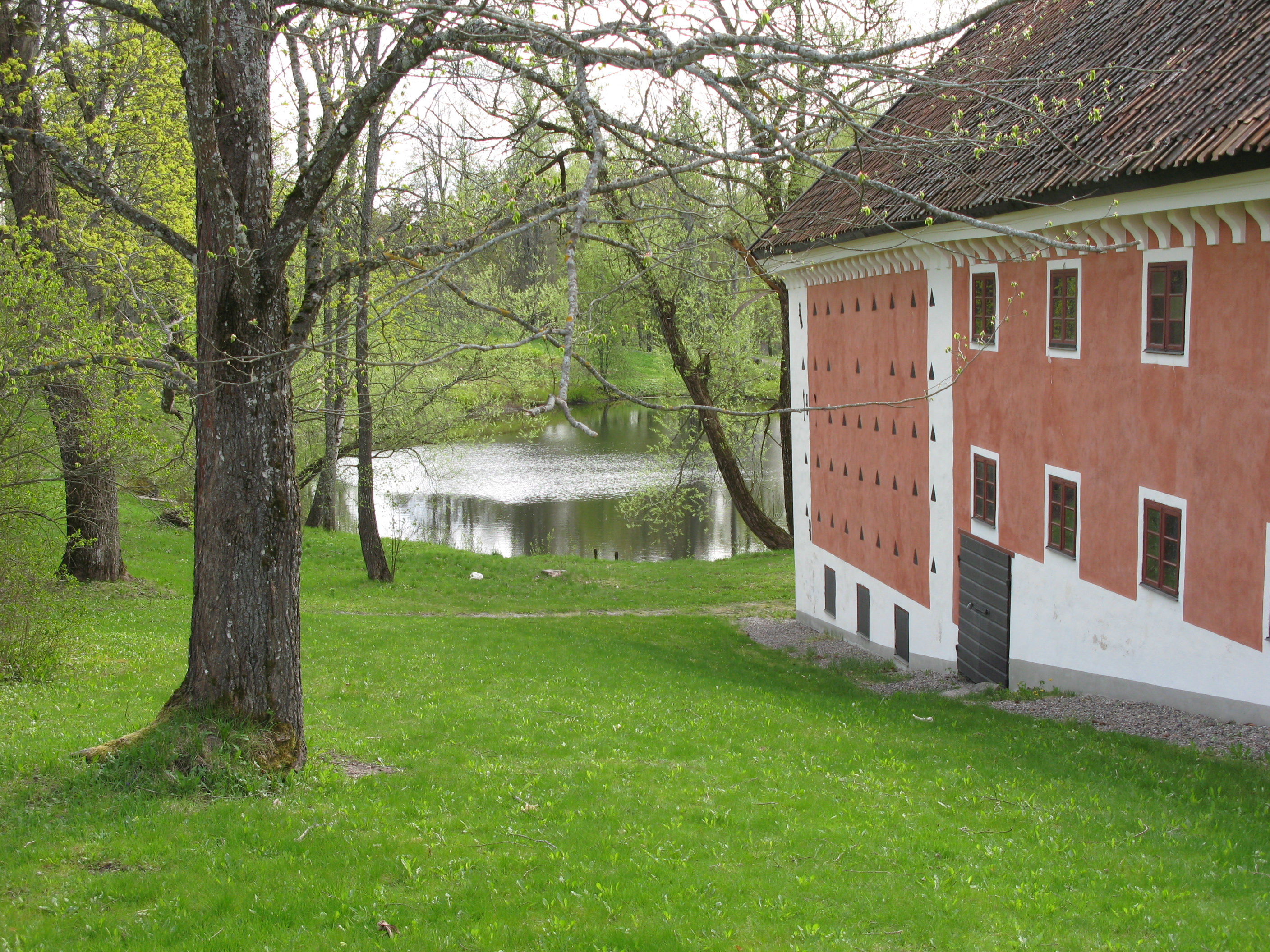
Anckarsvärds magasin vid Karlslunds herrgård

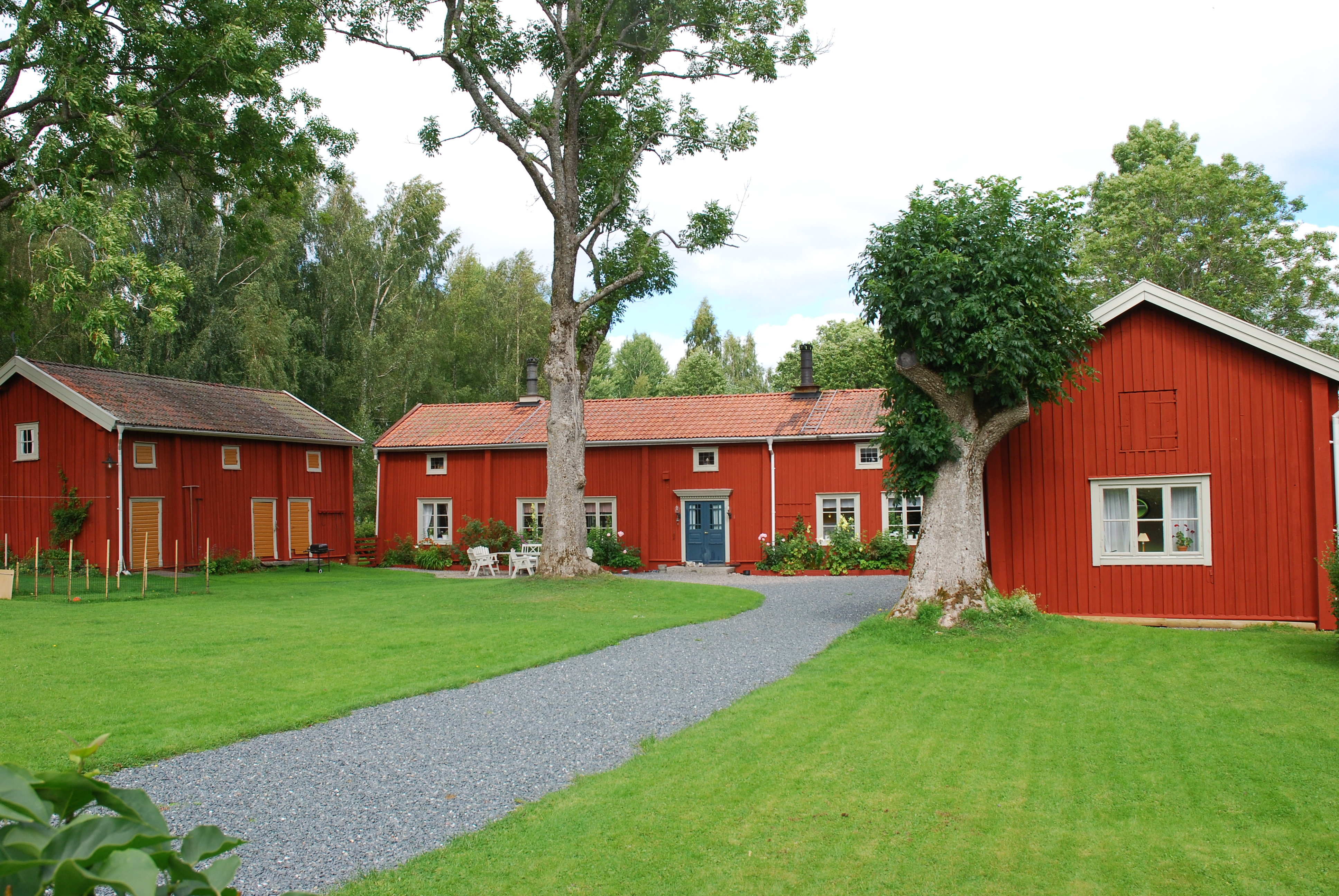
Pershyttans bergsmansgård

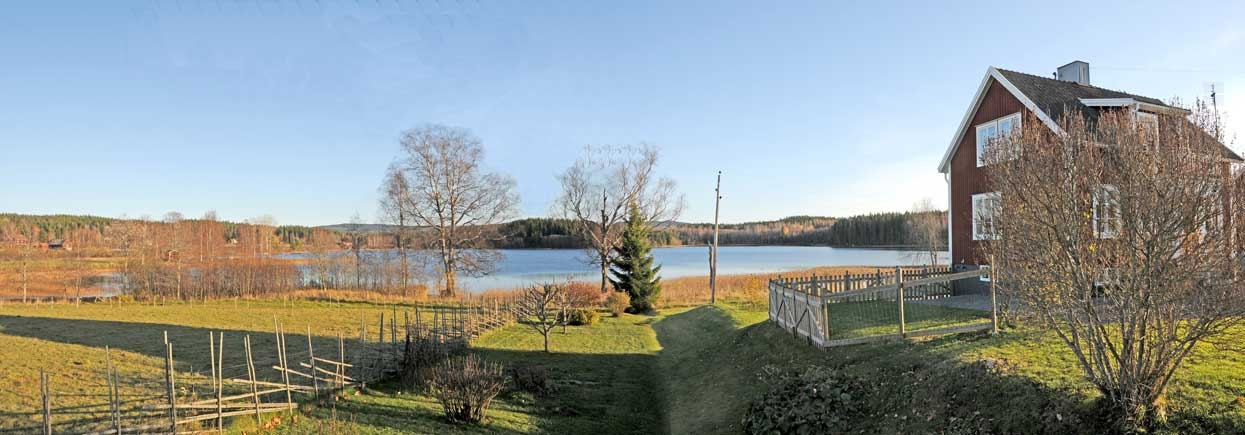
Kulturlandskapet vid Hjulsjö

- T1 Ramundeboda kloster, Laxå kommun
- T2 Laxå, Laxå kommun
- T3 Västra och Östra Nordhult, Askersunds kommun
- T4a Askersund, Askersunds kommun
- T4b Edö-Stjernsunds slott, Askersunds kommun
- T5 Åmmeberg, Askersunds kommun
- T6 Svinnersta, Askersunds kommun
- T7 Skyllberg, Askersunds kommun
- T8 Lerbäck, Askersunds kommun
- T9 Boo-området, Hallsbergs kommun
- T10 Drumlinområdet i Närke, Hallsbergs kommun, Lekebergs kommun & Kumla kommun
- T11 Tarsta, Hallsbergs kommun
- T12 Hardemo, Kumla kommun
- T13 Hjortsberga, Kumla kommun
- T14 Kumlaby, Kumla kommun
- T15 Brevens bruk, Örebro kommun
- T16 Täby, Örebro kommun
- T17 Vintrosa, Örebro kommun
- T18 Lekhyttan, Lekebergs kommun
- T19 Karlslund, Örebro kommun
- T20 Centrala Örebro, Örebro kommun
- T21 Rosta, Örebro kommun
- T22 Baronbackarna, Örebro kommun
- T23 Hjälmarsberg, Örebro kommun
- T24 Esplunda, Örebro kommun
- T25 Skävesund, Örebro kommun
- T26 Glanshammar, Örebro kommun
- T27 Dylta bruk, Örebro kommun
- T28 Karlskoga, stadsdelen Bofors-Björkborn, Karlskoga kommun
- T29 Karlskoga, Norra Bohult - Carls Åby, Karlskoga kommun
- T30 Karlsdal, Karlskoga kommun
- T31a Skrikarhyttan, Nora kommun
- T31b Gamla Viker, Nora kommun
- T32 Pershyttan, Nora kommun
- T33 Centrala Nora, Nora kommun
- T34 Västgöthyttan, Nora kommun
- T35 Bondebyn-Järle-Yxe, Lindesbergs kommun och Nora kommun
- T36 Klacka-Lerberg, Nora kommun
- T37 Järnboås-Finnshyttan-Lindesby, Nora kommun
- T38 Fellingsbro, Lindesbergs kommun
- T39 Hinsebergs herrgård, Lindesbergs kommun
- T40 Lindesberg, Lindesbergs kommun
- T41 Siggebohyttan, Lindesbergs kommun
- T42 Loka brunn, Hällefors kommun
- T43 Grythyttan, Hällefors kommun
- T44 Hjulsjö, Hällefors kommun
- T45 Silvergruvorna, Hällefors kommun
- T47 Centrala Kopparberg, Ljusnarsbergs kommun
- T48 Finnfall, Ljusnarsbergs kommun
- T49 Vena Gruvfält, Askersunds kommun
- T50 Rösavi, Kumla kommun
- T51 Kägleholm, Örebro kommun
- T52 Röda Jorden, Lindesbergs kommun
- T53 Skagershult-Bålby, Laxå kommun

## Västmanlands län
- U1 Järnäs, Arboga kommun
- U2 Arboga, Arboga kommun
- U3 Hjälmare kanal, Arboga kommun

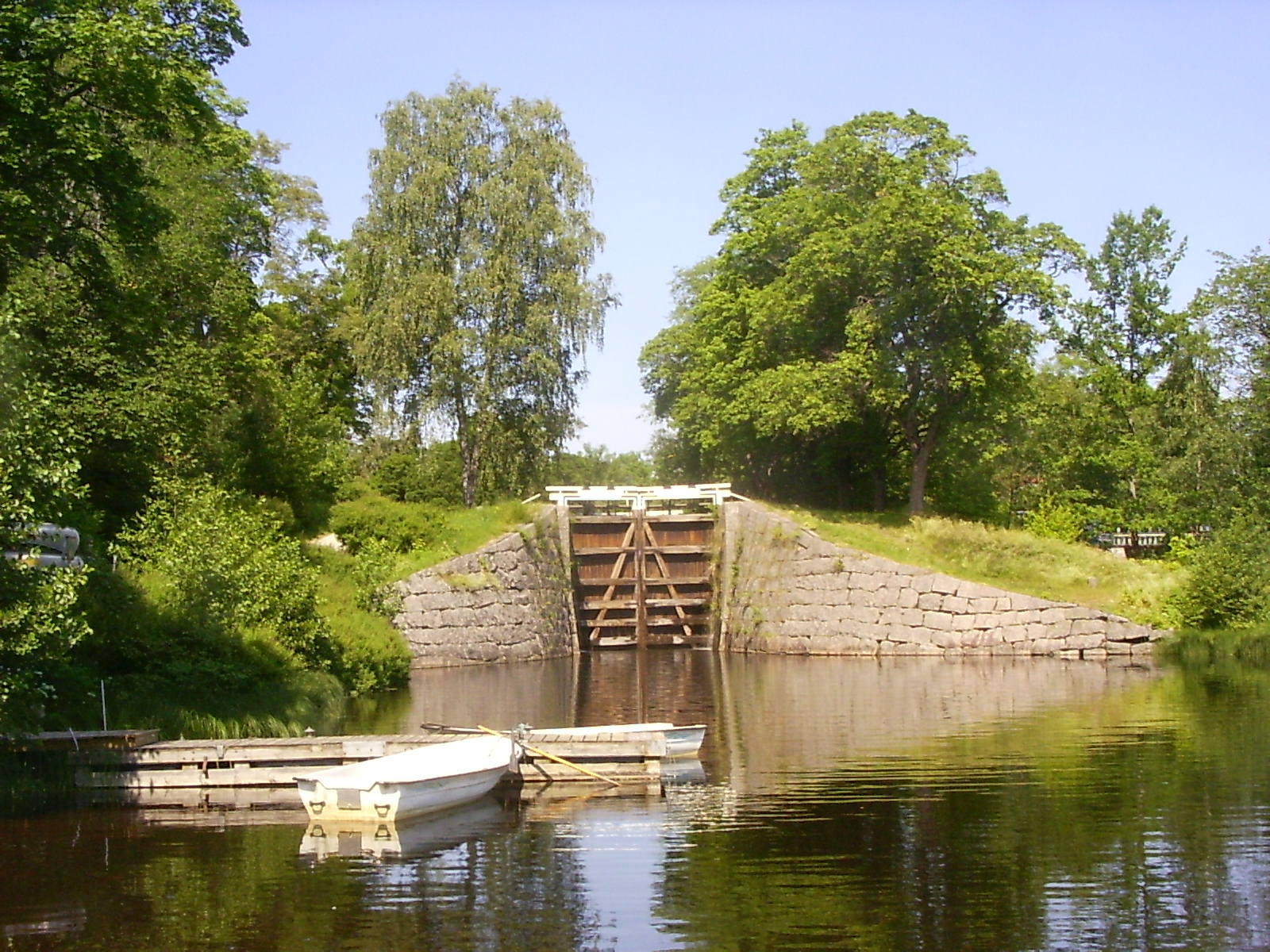
Strömsholms kanal vid Västanfors

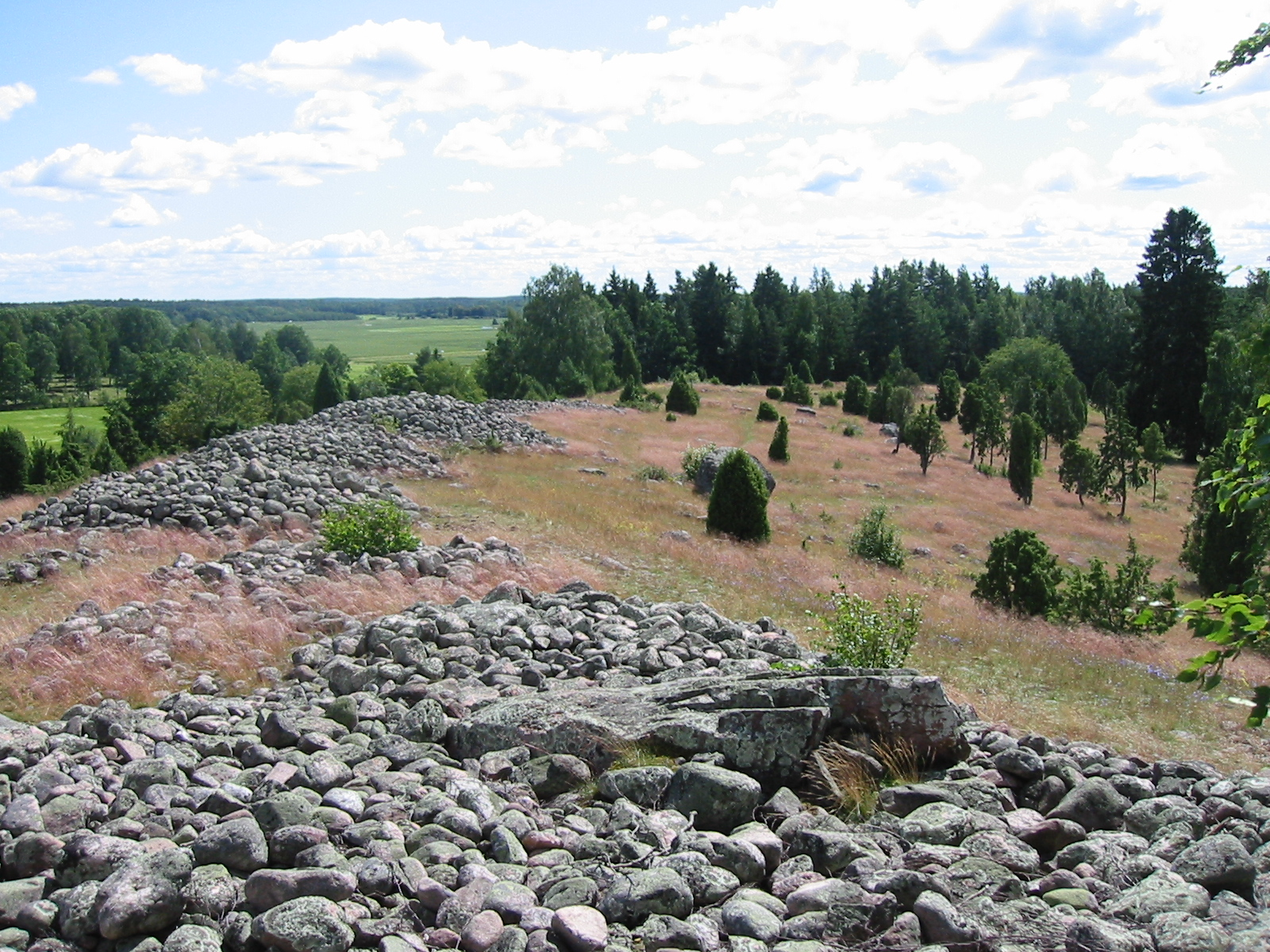
Gravrösen på Hornåsen

- U4 Hedströmsdalen, Skinnskattebergs kommun
- U7 Strömsholms kanalmiljö, Fagersta kommun, Hallstahammars kommun och Surahammars kommun
- U9 Bråfors, Norbergs kommun
- U10 Norbergs gruvmiljöer, Norbergs kommun
- U11 Norbergs centrum, Norbergs kommun
- U13 Livsdal, Norbergs kommun
- U14 Olsbenning, Norbergs kommun
- U15 Nötmyran, Sala kommun
- U16 Sala silvergruva och Sala silverbergslag, Sala kommun
- U17 Sätra brunn, Sala kommun
- U18 Svanå, Västerås kommun
- U19 Svartåns dalgång med Skultuna bruk, Västerås kommun
- U20 Dingtuna-Östjädra, Västerås kommun
- U21 Timmelsta-Skogsta, Västerås kommun
- U22 Tidö-Rytterne-Hornåsen, Västerås kommun
- U23 Fullerö slott, Västerås kommun
- U24 Västerås, Västerås kommun
- U25 Badelunda fornminnesområde, Västerås kommun
- U26 Lindö, Västerås kommun
- U27 Ängsö, Västerås kommun
- U28 Östanbro, Västerås kommun
- U31 Irsta, Västerås kommun
- U33 Röda jorden, Skinnskattebergs kommun

## Dalarnas län
Avesta kommun
- W1 Näckenbäck
- W2 By-bygden
- W3 Ingeborgbo
- W4 Bäsinge - Bergshyttan
- W5 Grytnäs kyrkby och Östanbyn
- W6 Avesta

Borlänge kommun
- W7 Torsångsbygden
- W8 Stora Holmsjön
- W9 Rommehed
- W10 Hushagen och Bergslagsbyn
- W11 Sör Amsberg

Falu kommun
- W12 Vika byar
- W13 Såghyttan
- W14a Knivadalen-Staberg
- W14b Knivadalen-Svartskär
- W15 Falun
- W16 Bergsgården-Österå
- W17 Linnévägen (flera kommuner)
- W18 Rällsjöbo
- W19 Dubblarbo fäbodar

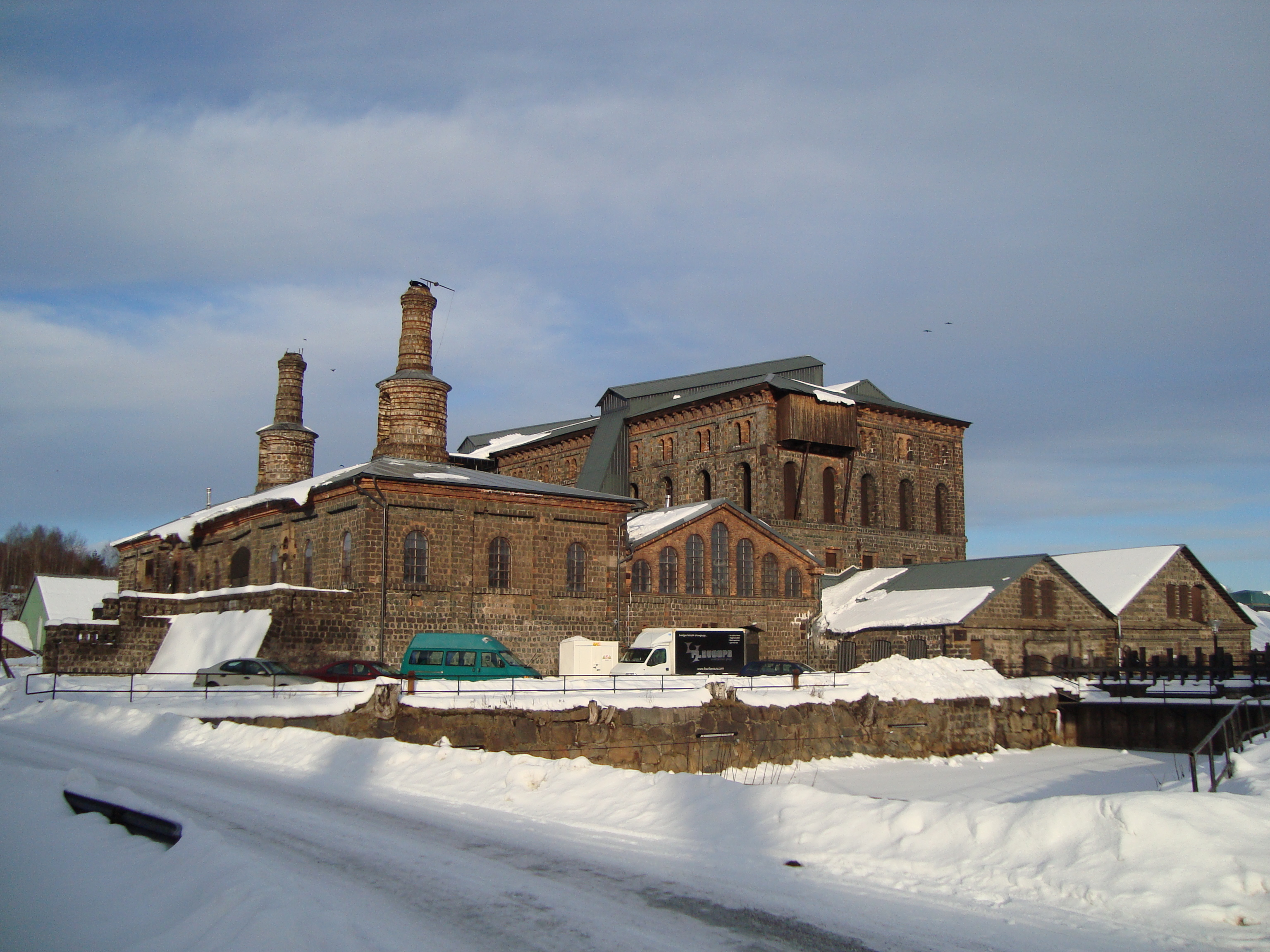
Koppardalen, Avesta

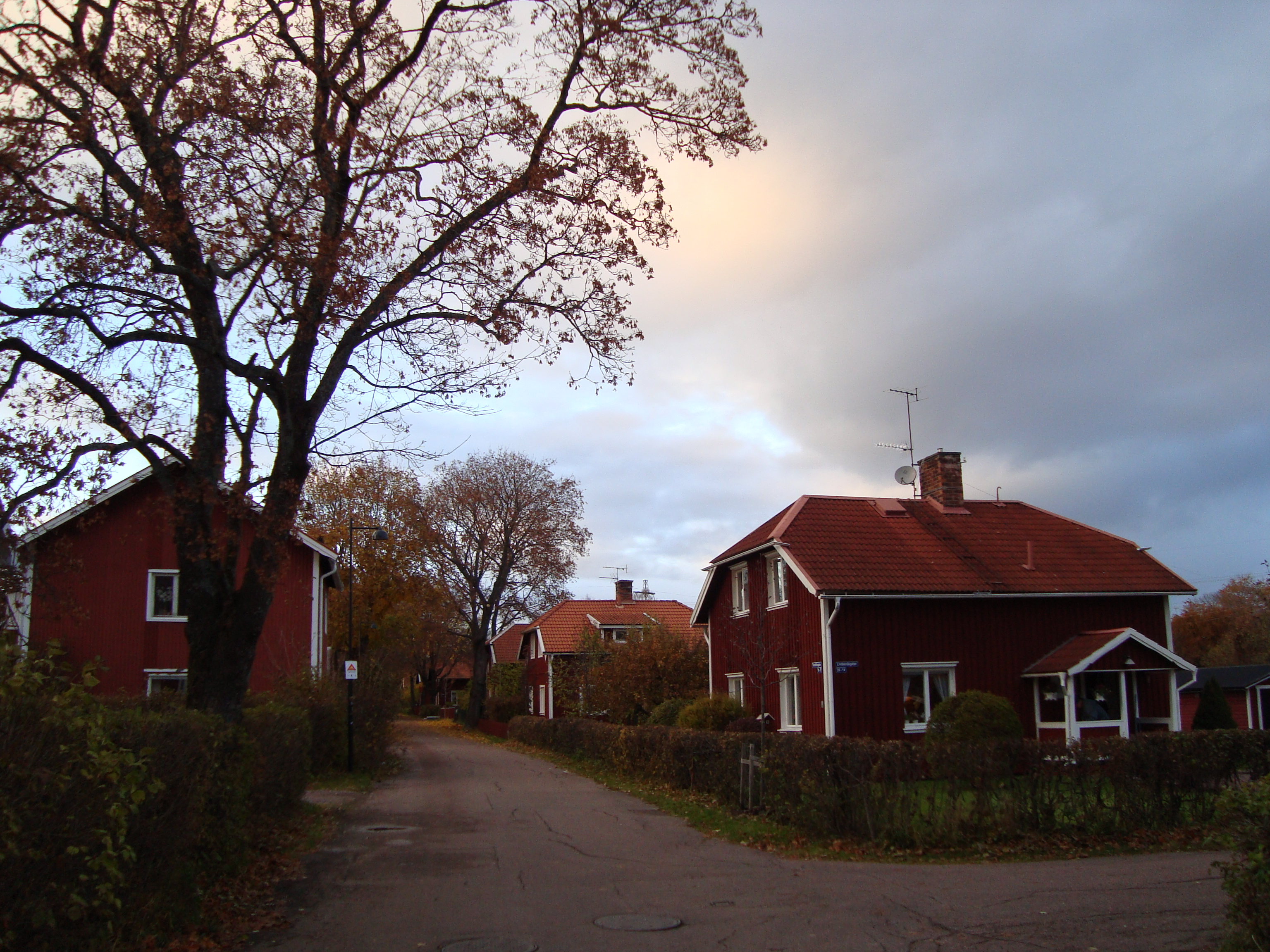
Bergslagsbyn, Borlänge

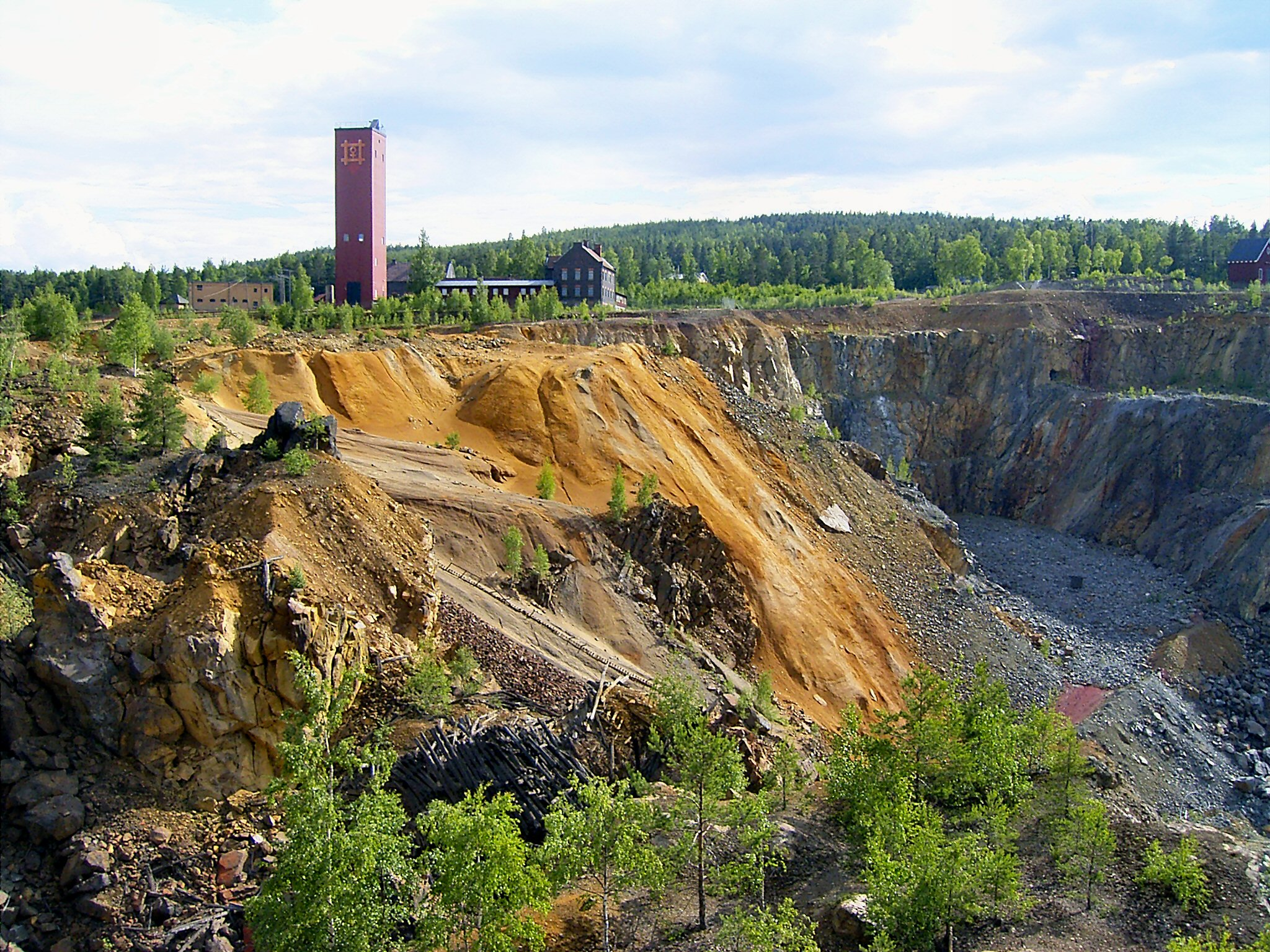
Falu koppargruva

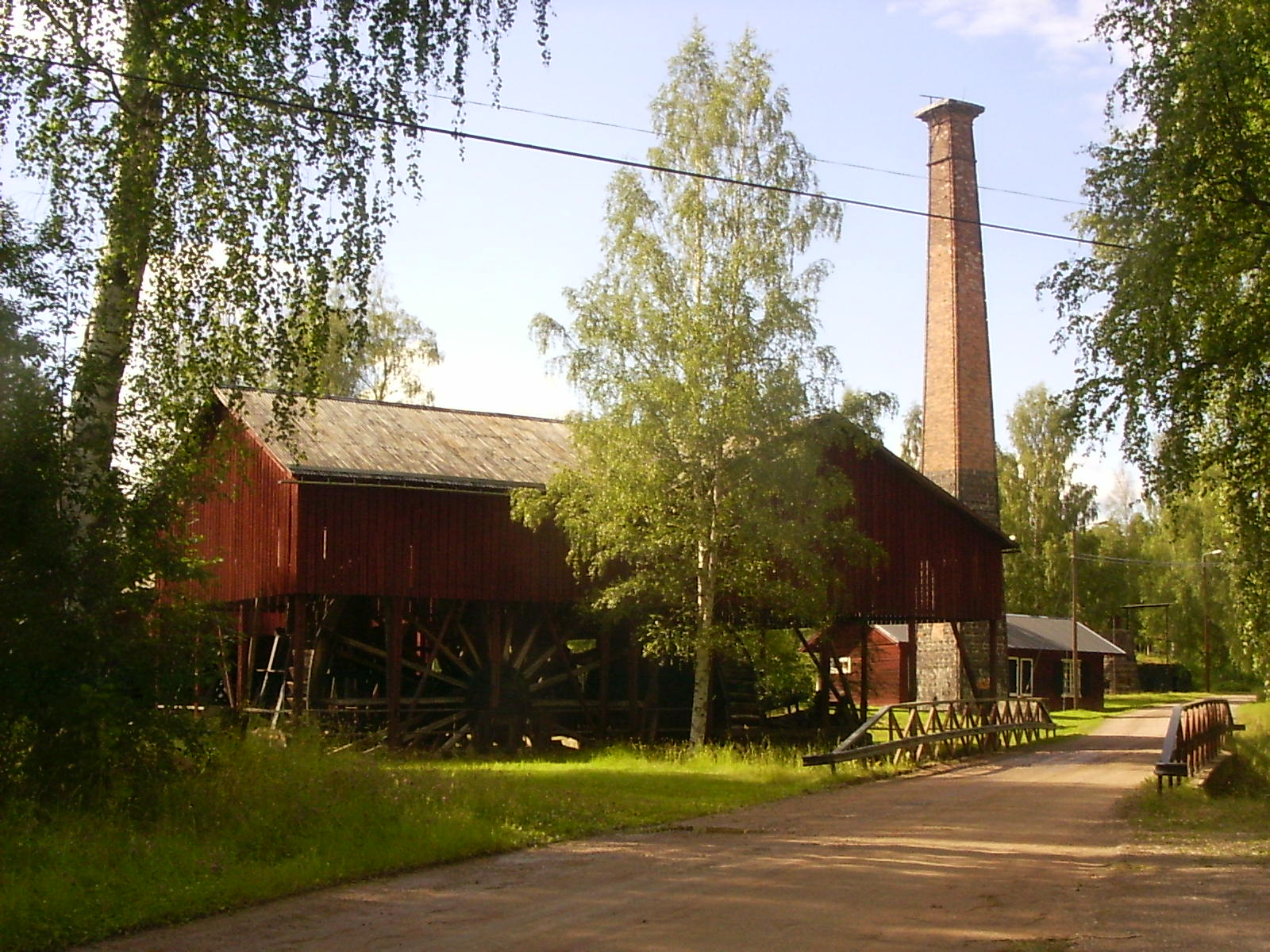
Korså bruk

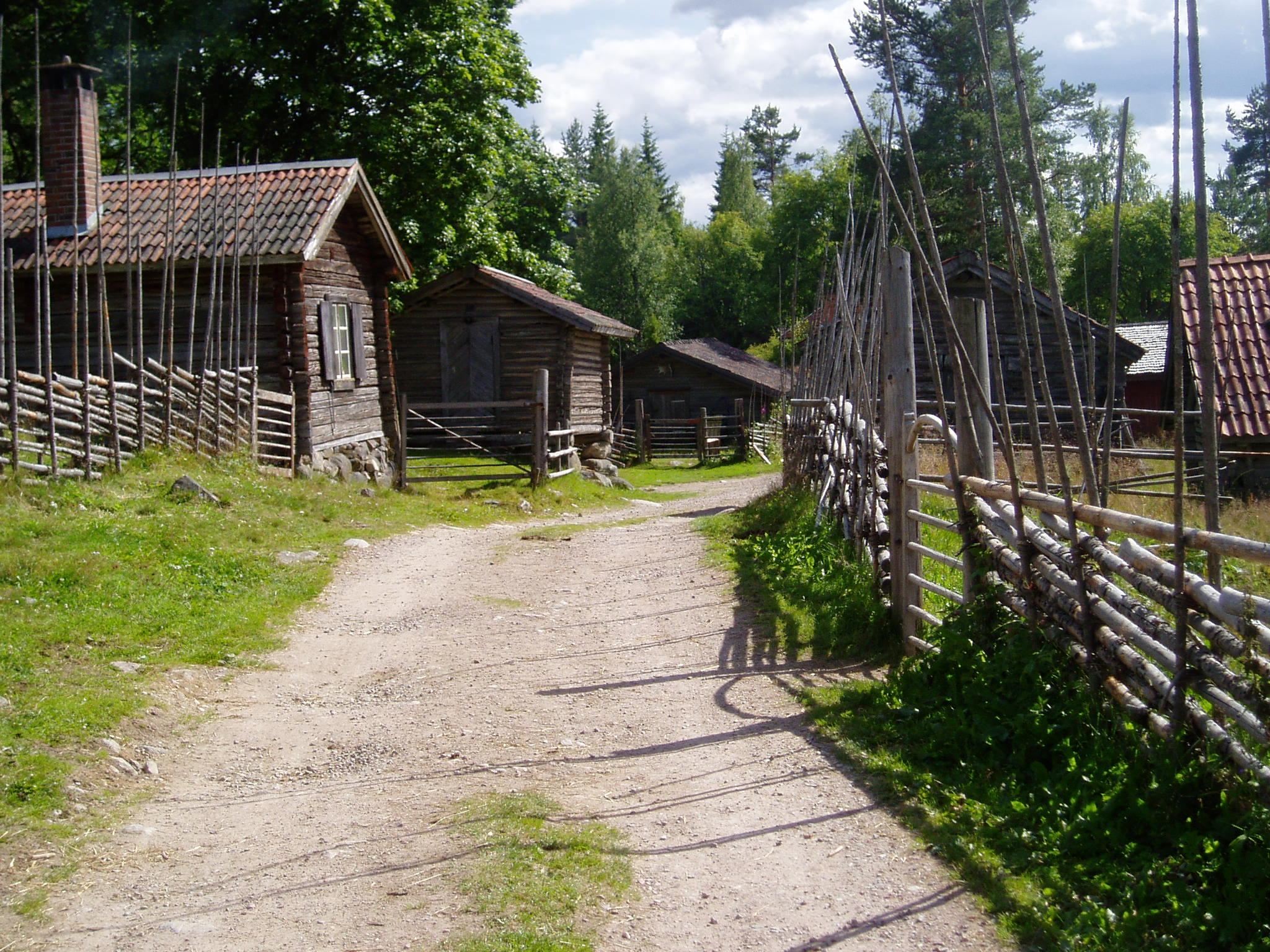
Bastbergets fäbodar

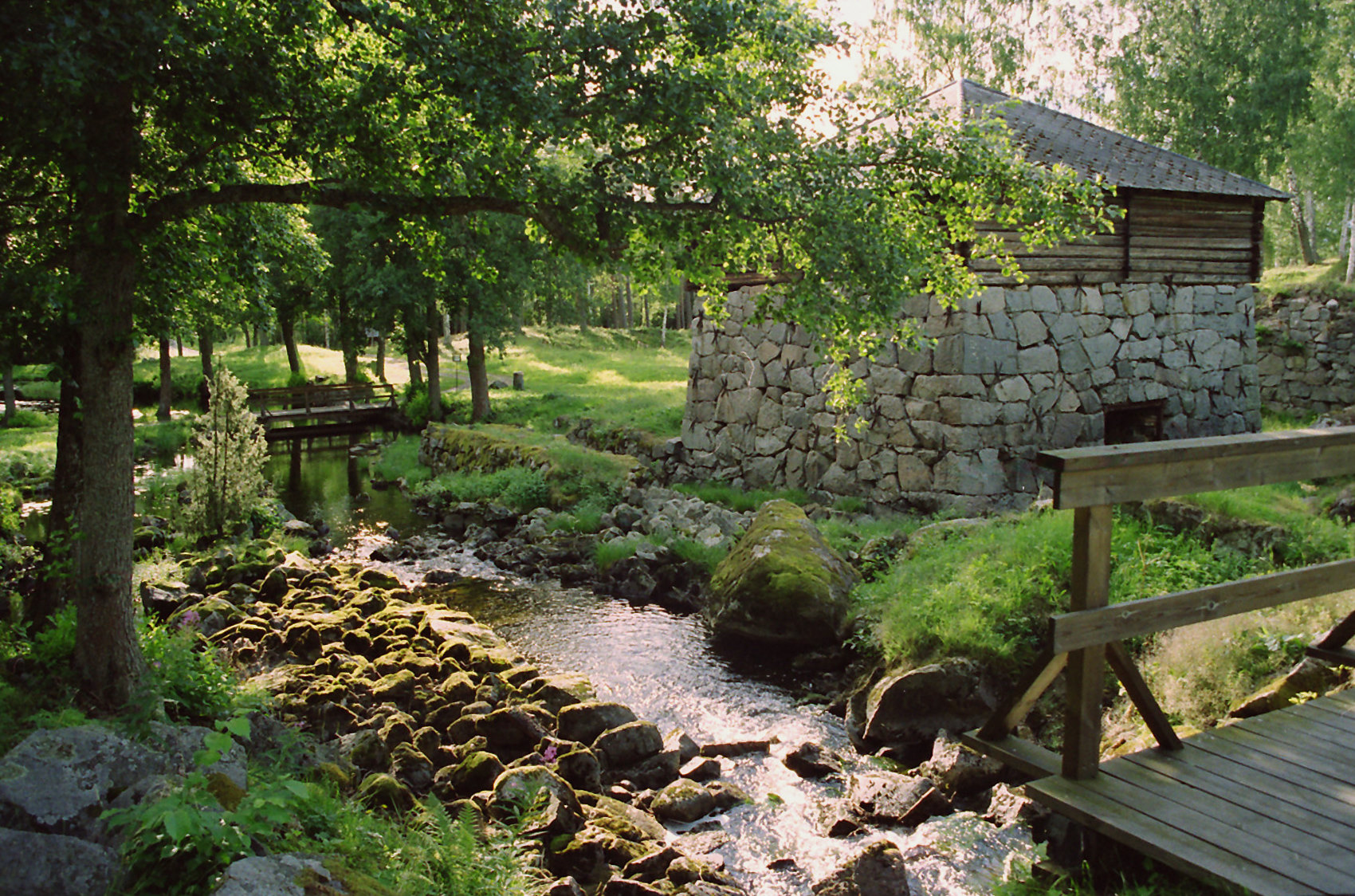
Silvhytteå ödebruk

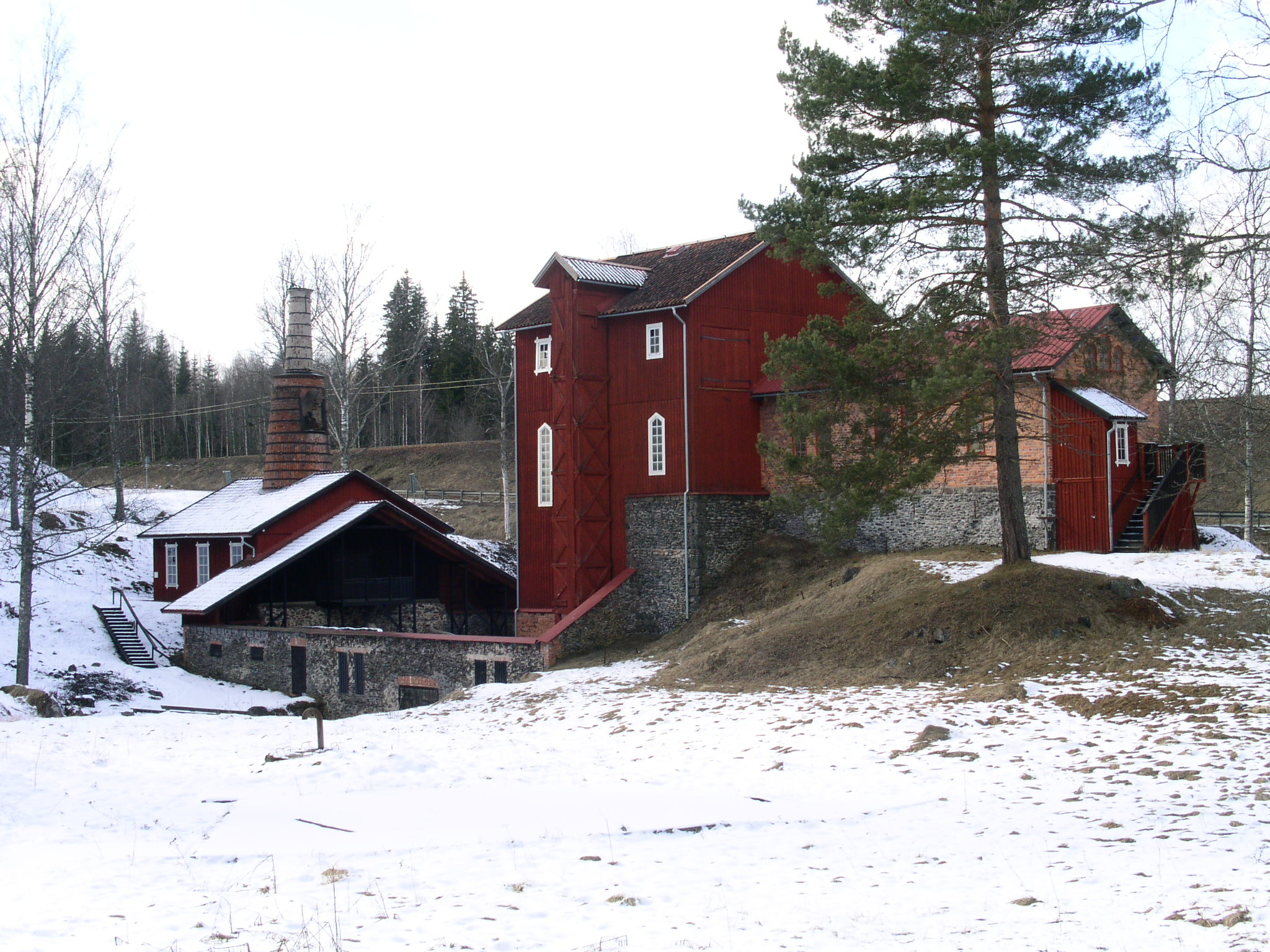
Klenshyttan

- W20a Sundbornsåns dalgång (Sundborns socken)
- W20a Sundbornsåns dalgång (Stora Kopparbergs och Vika socken)
- W21a Malmleden mellan Korså och Åg
- W21b Korså bruk
- W22 Hinsen
- W23 Lisstjärns fäbodar
- W24 Linghedsströmmen
- W25 Grejsans fäbodar
- W26 Björnås

Gagnefs kommun
- W27 Djurmo klack
- W28 Övre och Nedre Österfors
- W29 Finntorpet
- W30 Bastberget
- W31 Skallbodarna
- W32 Svedjebodarna

Hedemora kommun
- W33 Norns bruk och vägen Vikmanshyttan-Larsbo
- W34 Grådö, Hamre och Husby
- W35 Hedemora Stad
- W36 Hjulbacka-Kapellbo
- W37 Garpenberg
- W39 Kloster
- W40 Stjärnsund
- W41 Silvhytteå

Leksands kommun
- W42a Hedby, by
- W42b Gråda
- W42c Bjönnberget
- W43a Dalälvsbyarna
  - Berg
  - Häradsbygden
  - Ullvi
  - Tibble
  - Ytteråkerö
  - Hälla
  - Romma
  - Östra Rönnäs
  - Västra Rönnäs
- W43b Södra Nålberg
- W43c Skinnaråsen
- W43d Ljusbodarna
- W44a Västanvik
- W44b Dammskog-Skallskog
- W45 "Sjöbotten"
  - Rältlindor
  - Söder Rälta
  - Norr Rälta
- W46 Leksandsnoret
- W47 Hisvåla-Grytberg
- W48 Björkberg
- W49 Digernäset
- W50 Lissön
- W51 Alvik-Almo

Ludvika kommun
- W52 Klenshyttan
- W53 Ludvika bruk
- W54 Brunnsvik-Storgården
- W55 Grängesbergs gruvsamhälle
- W56 Skattlösberg
- W57 Markusfallet

Malungs kommun
- W58 Kvarnberget och Östra utsjö
- W59 Hättsjön
- W60 Örarbäcken
- W61 Sjön Femten
- W62 Ofors - Råberget
- W63 Olsmyran
- W64a Byarna runt Lima kyrka
- W64b Tisjölandet
- W64c Risberget
- W65 Mosätra
- W66 Bergsätern
- W67 Norra och Södra Lötsjön
- W68 Horrmundsjön

Mora kommun
- W69a Sollerön
- W69b Gesunda
- W69c Södra Flenarnas fäbodar
- W70 Matsäl fäbodar
- W71 Litersjöarna - Venjansjön
- W73 Skejsnäset
- W74 Färnäs
- W75 Bonäs
- W76 Bönsabergs fäbodar
- W77 Orsasjön
- W119 Nybolets fäbodar (del av)

Orsa kommun
- W77 Orsasjön
- W78 Slättberg
- W79 Oreälven med Skattungbyn
- W80 Kallmora
- W81 Grunubergs fäbodar
- W82 Kväksels fäbodar
- W83 Skräddar-Djurberga
- W84 Näckaådalen
- W85 Bäverån

Rättviks kommun
- W86 Söderås
- W87 Ärtleds fäbodar
- W88 Lisskogs fäbodar
- W89 Kyrkudden
- W90a Grändenbyarna
- W90b Vägen Granmor-Nittsjö
- W91 Tövåsmyren
- W92 Tövåsens fäbodar
- W93 Byvägen Östbjörka-Västannå
- W94 Övre och Nedre Gärdsbyn
- W95 Bingsjö
- W96 Norraboda "gammelstad"
- W97 Vindförbergs udde
- W98 Furudals bruk
- W99 Ärteråsens fäbodar
- W100 Dansbodarna
- W101 Sjön Amungen

Smedjebackens kommun
- W102 Flogberget
- W103 Flatenberg
- W104 Torrbo-Stimmerbo
- W105 Hemshyttan
- W106 Tunkarlsbo
- W107 Hedbyn-Gärdsjöbo
- W108 Malingsbo

Säters kommun
- W109 Säters stadskärna
- W110 Bispberg
- W111 Bobygden

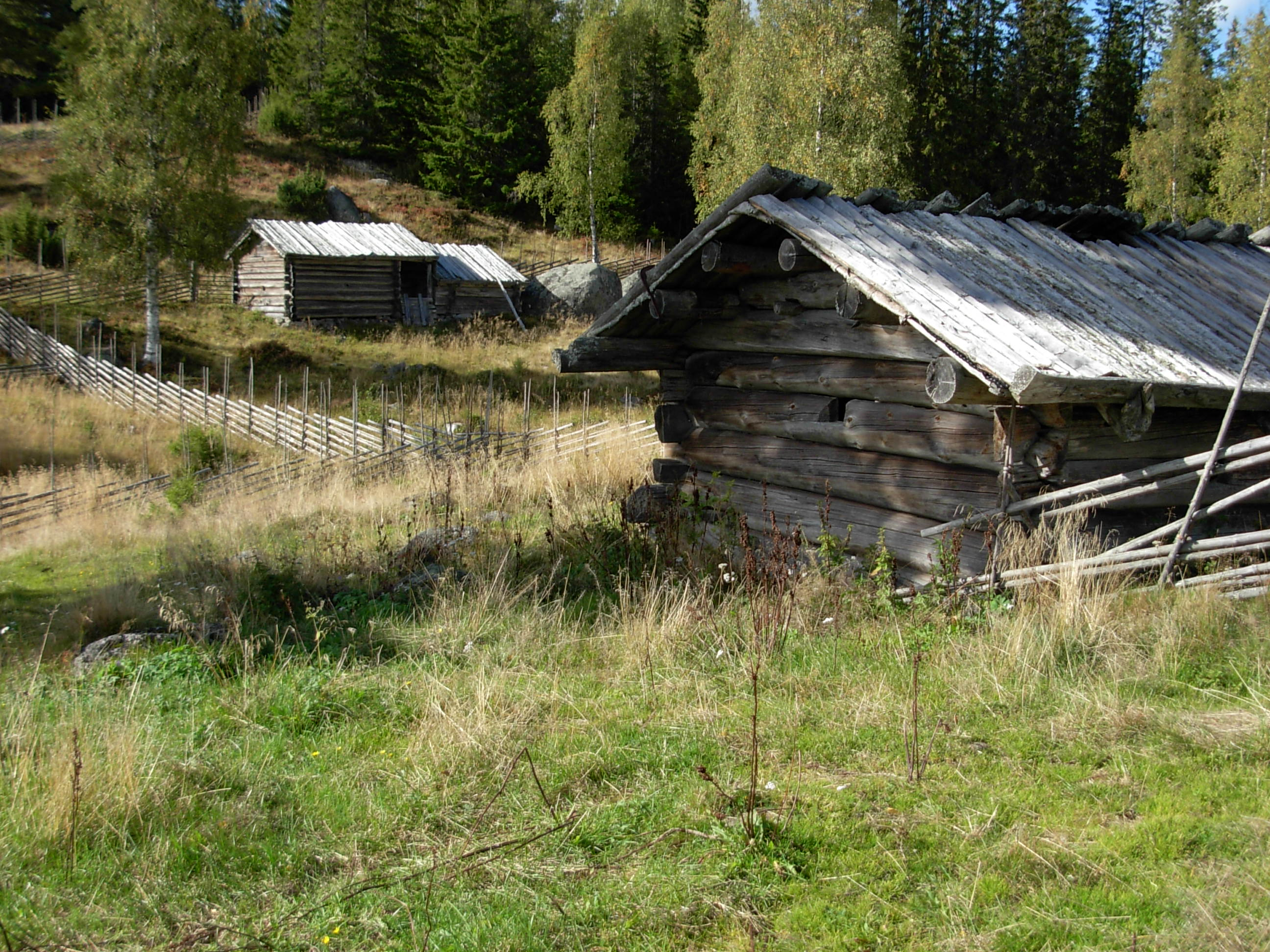
Ärteråsens fäbodar

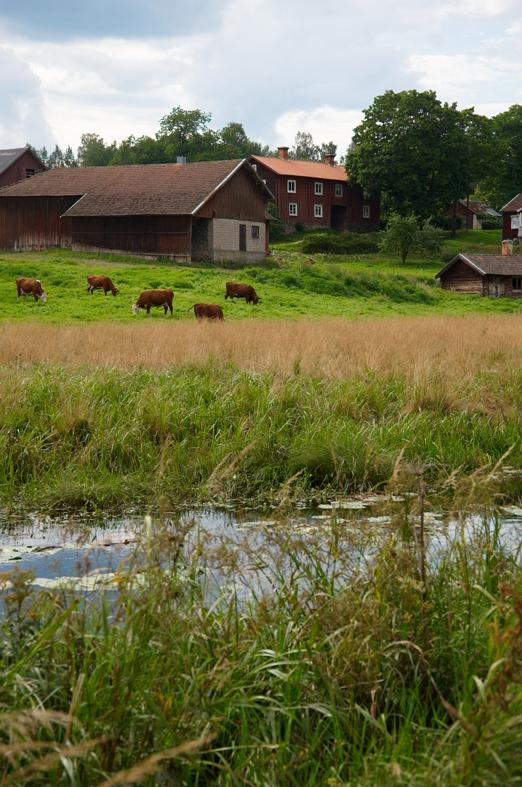
Stimmerbo

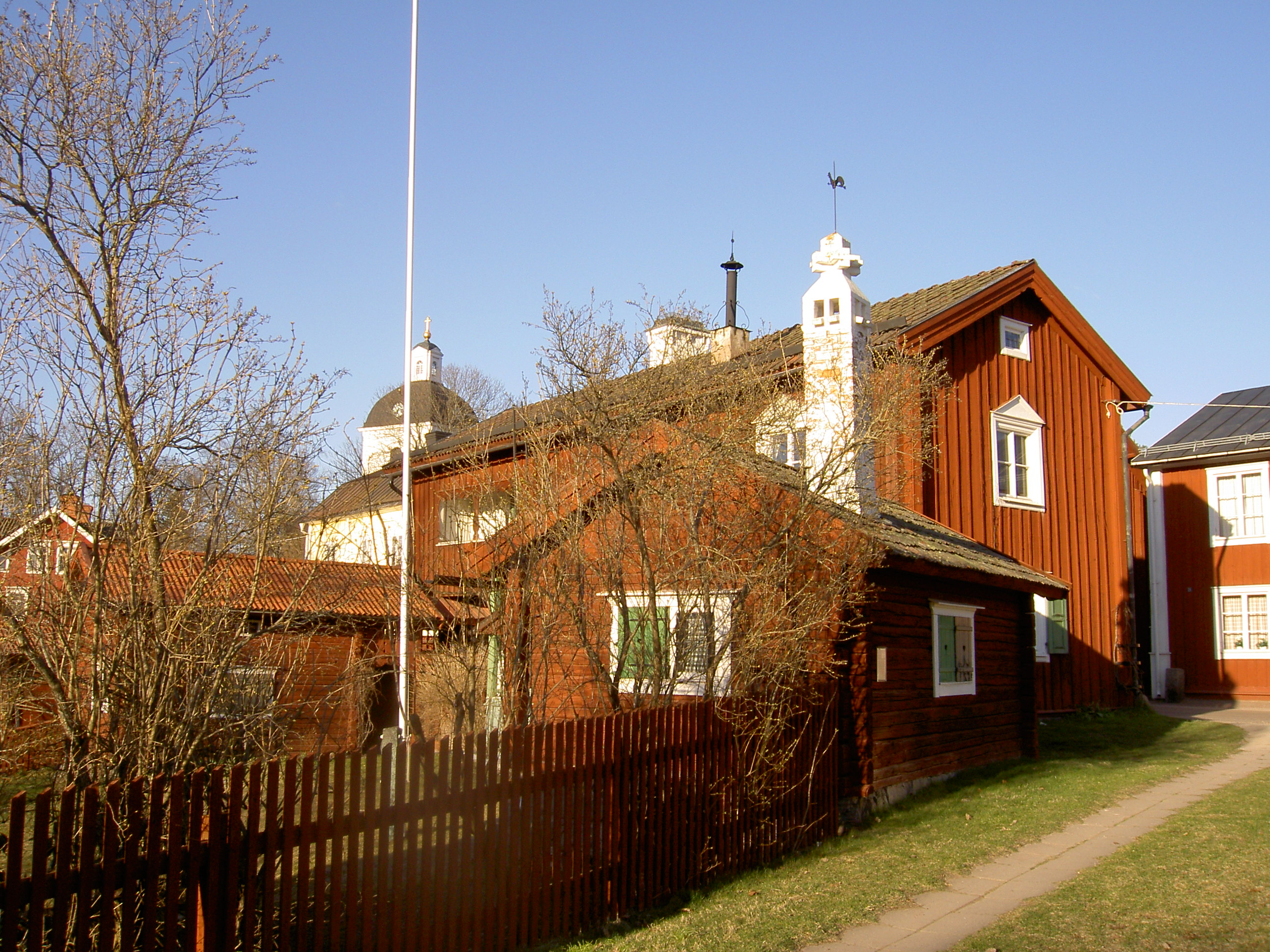
Säters stad

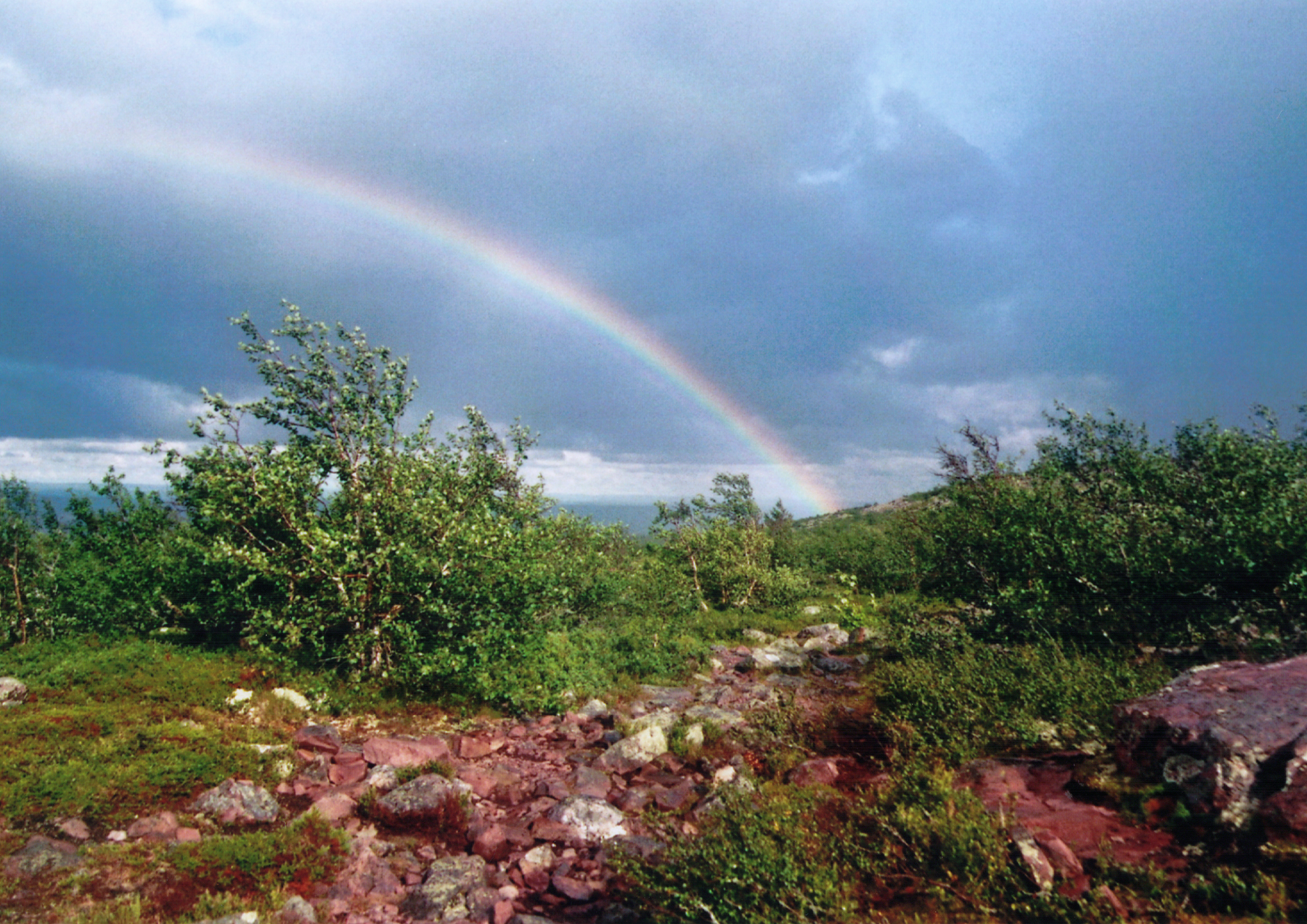
Fulufjäll

- W112 Östra Silvberg-Rishyttesjön-Jönshyttan

Vansbro kommun
- W113 Nås
- W114 Högholstad
- W115 Järnvägsgatan i Vansbro
- W116 Van och Vanån
- W117 Busjön
- W118 Norra brudskogens fäbodar

Älvdalens kommun
- W119 Nybolets fäbodar (del av)
- W120 Nya porfyrverket
- W121 Dysberg
- W122 Ädbodarna
- W123 Åsmyrens fäbodar
- W124 Granusjön
- W125 Fulufjäll
- W126 Särnasjön
- W127 Idresjön
- W128 Burusjön
- W129 Nipvallen

## Gävleborgs län
Nordanstigs kommun
- X 100 Jättendalsbygden
- X 101 Vålmyrknallen-Tjuvön
- X 103 Holmyrsberget-Gnarpsskaten
- X 107 Ersk Mats Nybygge
- X 108 Stakholmen
- X 109 Gnarps fäbodområde

Hudiksvalls kommun
- X 200 Hudiksvalls stad
- X 201 Strömbacka och Movikens bruk
- X 202 Forsa
- X 203 Hälsingtuna och Hög
- X 205 Iggesunds bruk
- X 206 Njutånger
- X 207 Råbergsvallen
- X 212 Delsbo och Bjuråker
- x 234 Enånger
- X 244 Kuggörens fiskehamn

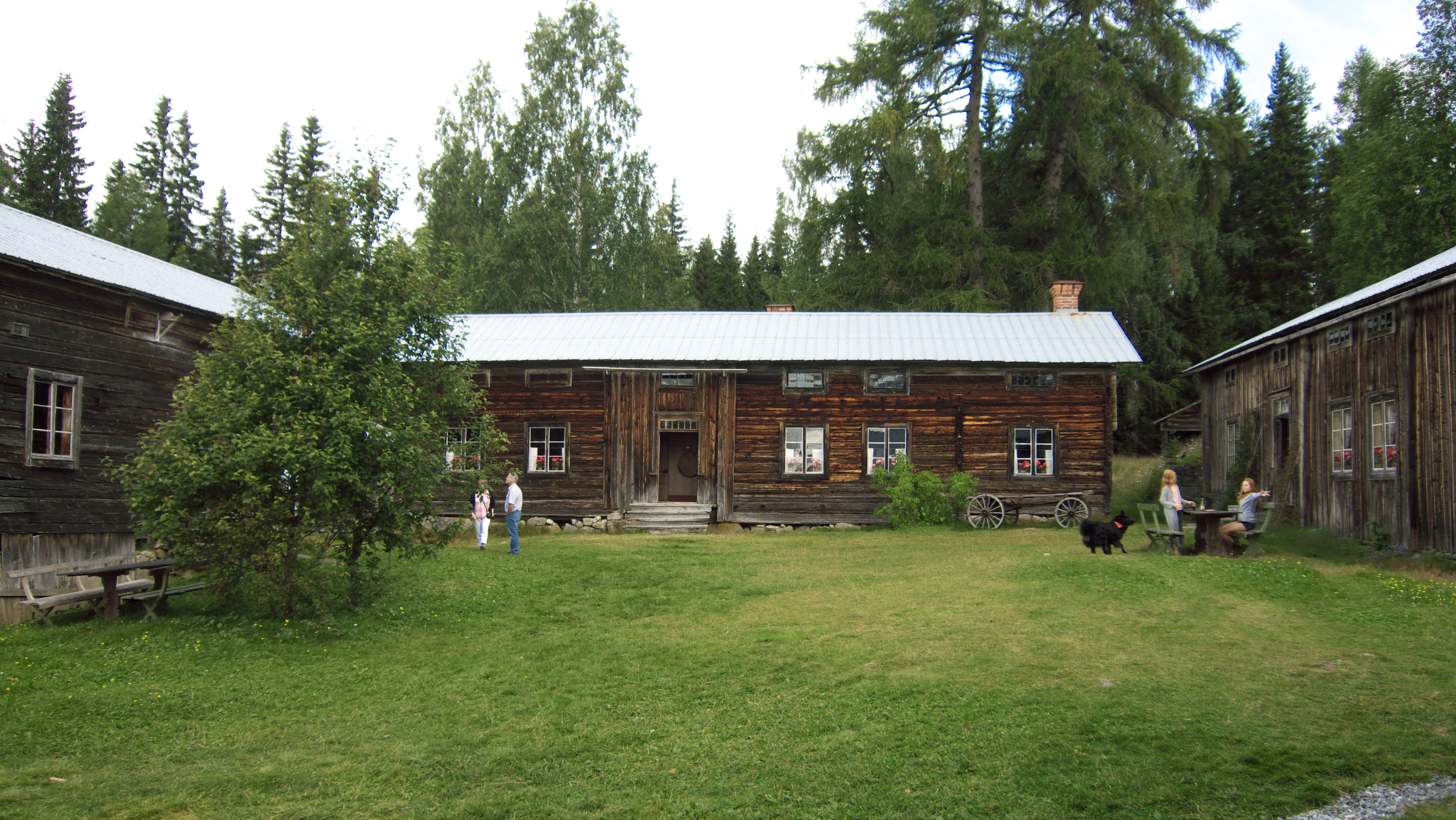
Ersk Mats nybygge.

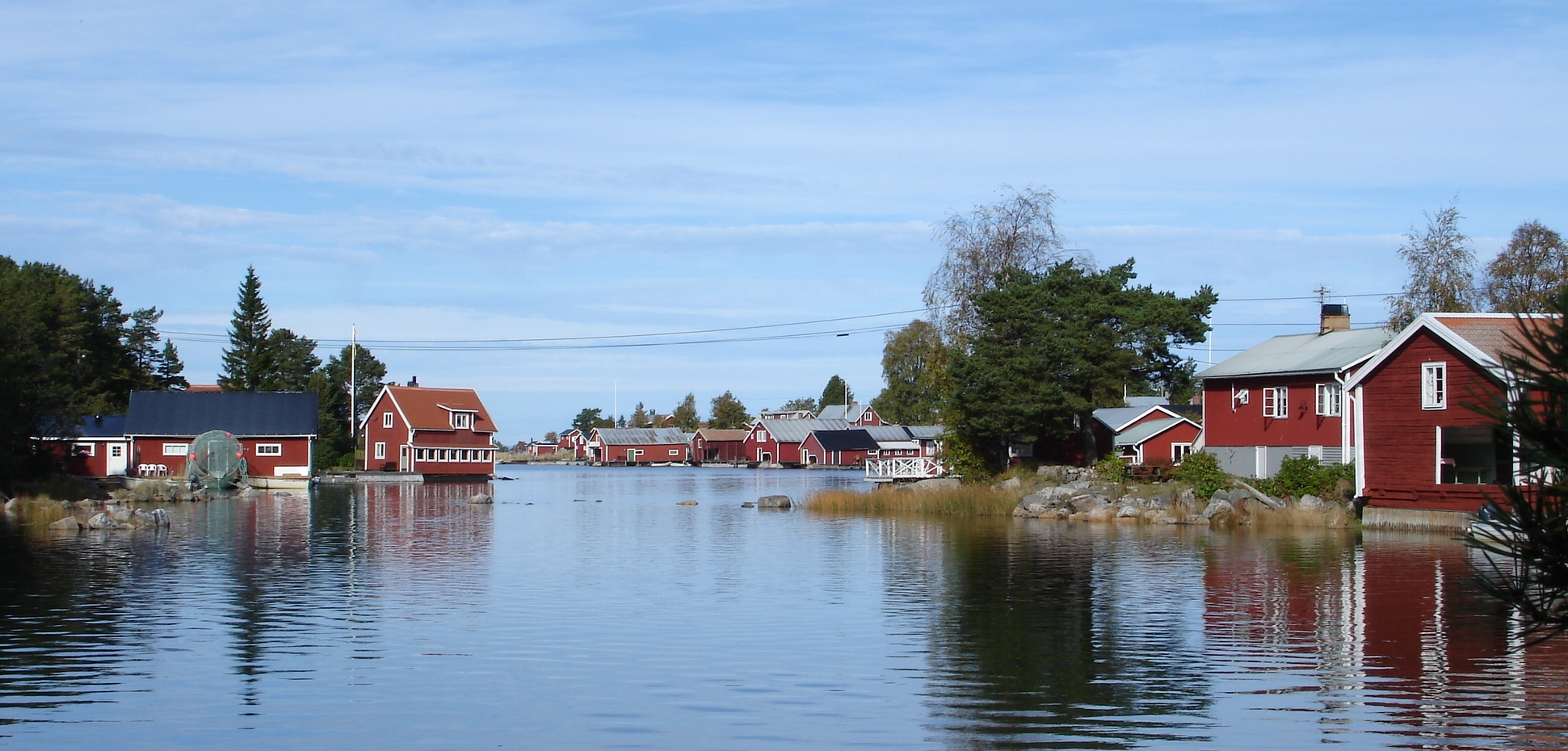
Kuggören.

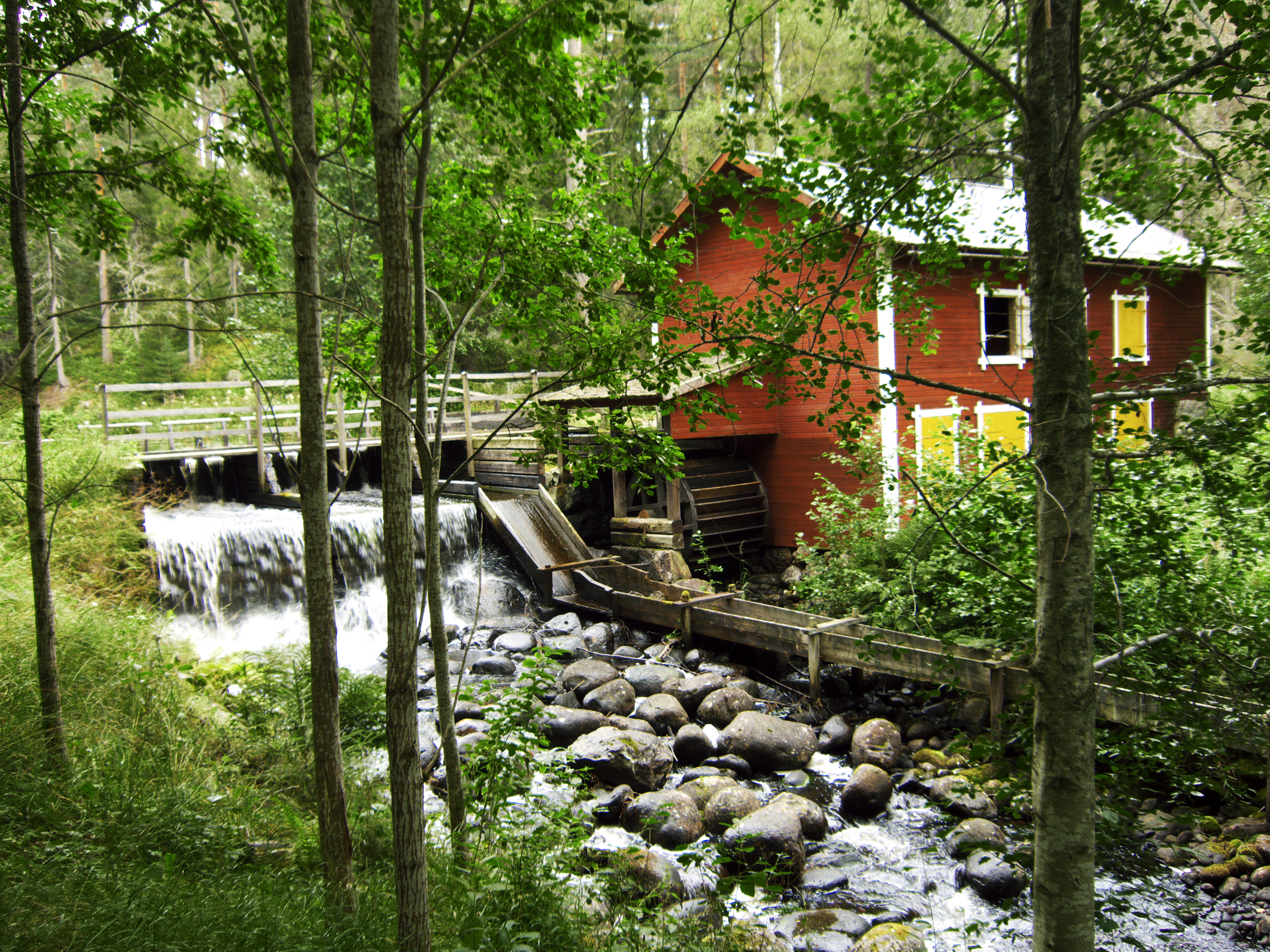
Trolldalen, Växbo.

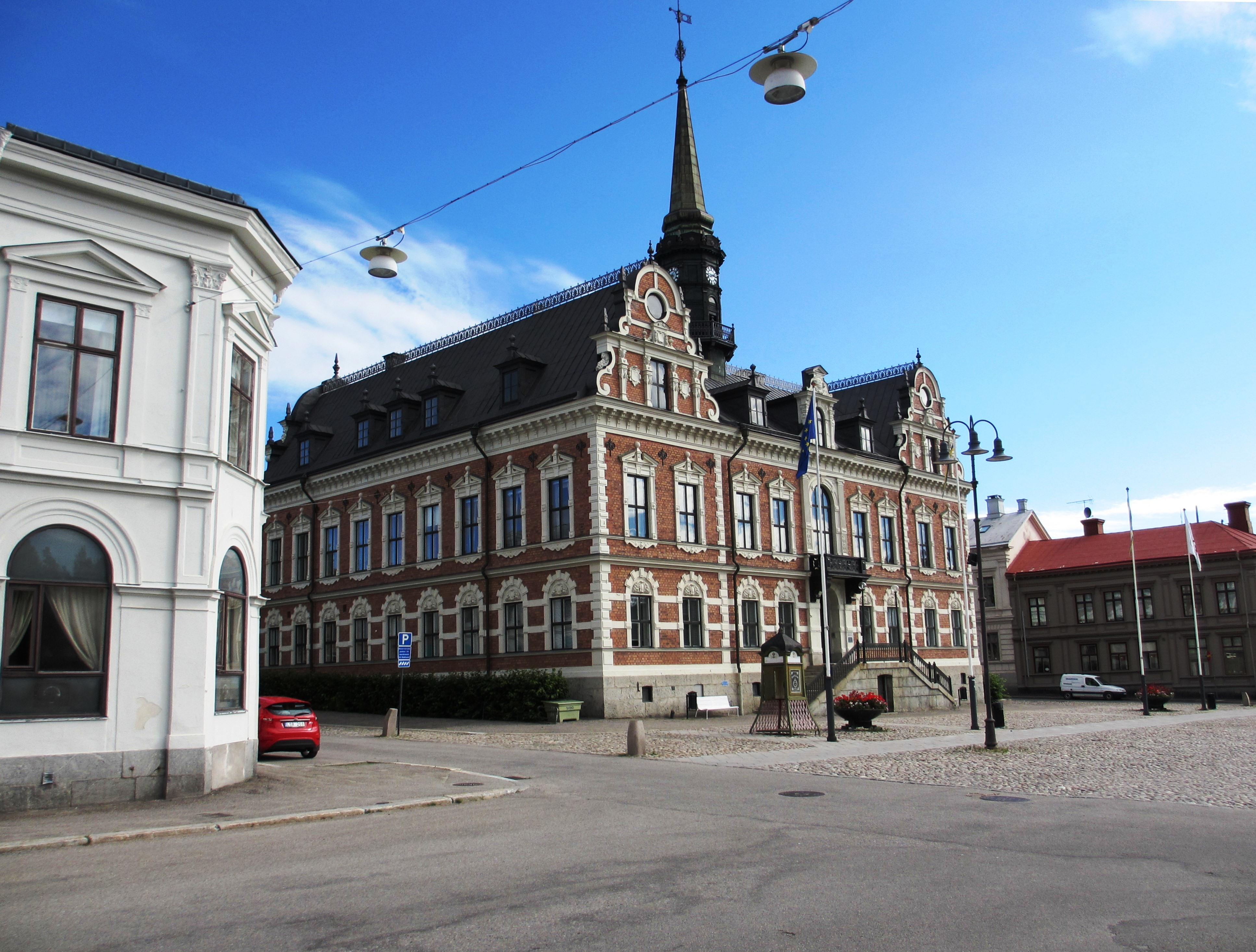
Rådhuset i Söderhamn.

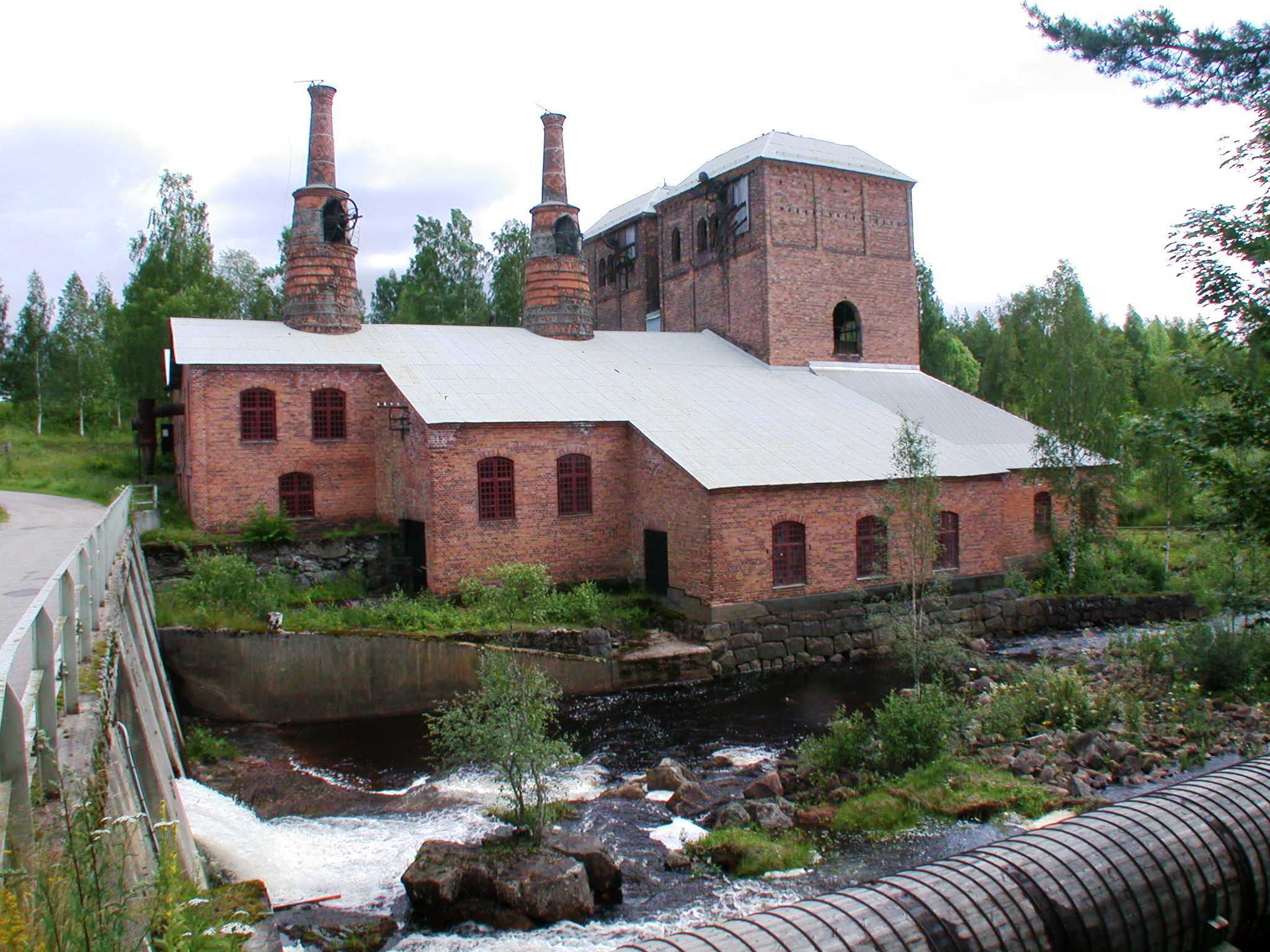
Jädraås bruk.

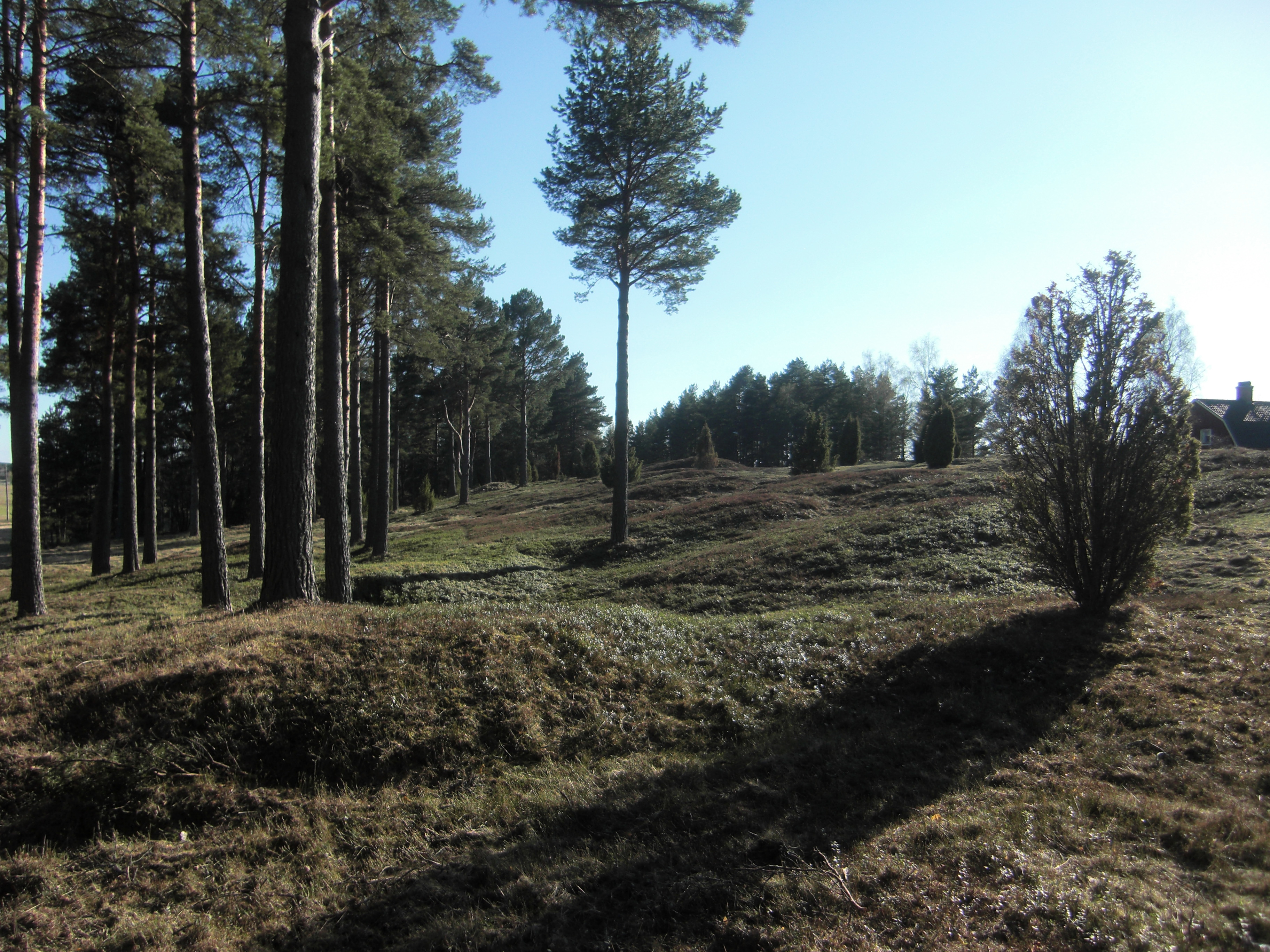
Sörby gravfält, Årsunda.

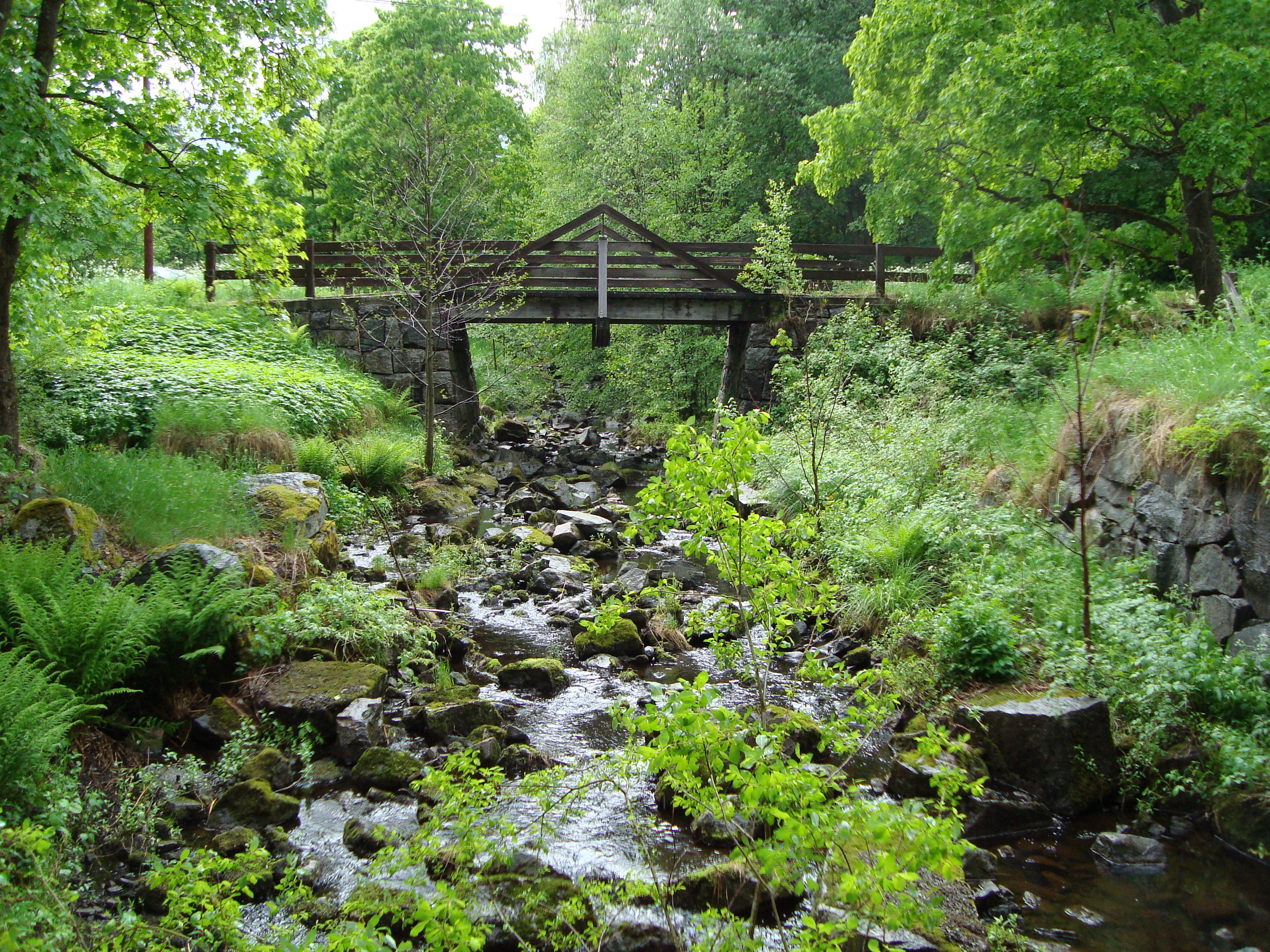
Tjärnäs.

- X 247 Agö, Dragö, Kråkö och Innersö fiskehamnar
- X 248 Bålsö fiskehamn

Ljusdals kommun
- X 300 Järvsö
- X 301 Svedbovallen
- X 302 Karsjö
- X 307 Nors ångsåg
- X 309 Torkelsbo fäbodvall
- X 311 Storhaga och Sunnanå
- X 312 Bygden kring Onängsjön
- X 313 Håvra
- X 317 Stocksbo
- X 321 Digerkölsvallen
- X 326 Fågelsjö finnmarksby
- X 328 Kvistabäckens flottled
- X 330 Mågamon
- X 331 Harsens fäbodvall
- X 332 Prästvallen

Bollnäs kommun
- X 402 Växbo
- X 405 Vallsta
- X 406 Koldemo
- X 407 Ersk-Pers i Östansjö
- X 408 Norrfly och Sörfly
- X 410 Myckelängarna
- X 411 Knupbodarnas fäbodvall
- X 412 Västerby och Rengsjö kyrkomiljö
- X 421 Acktjära
- X 424 Freluga

Ovanåkers kommun
- X 500 Bygden norr om Alfta
- X 501 Älvkarlhed[a]
- X 502 Gullberg
- X 503 Alfta
- X 505a Skålsjön
- X 505b Brattskuruvallen
- X 554 Born
- X 559 Ovanåkers fäbodområde
- X 567 Vängsbo
- X 580 Voxna bruk

Söderhamns kommun
- X 600 Söderala
- X 601 Trönö
- X 603 Söderhamns stad
- X 604 Prästgrundets fiskehamn
- X 606 Norrala centralbygd
- X 607 Skärså fiskehamn
- X 608 Marmen
- X 610 Rönnskärs fiskehamn
- X 611 Vallvik

Ockelbo kommun
- X 700 Ockelbo och Vi
- X 704 Jädraås bruk och Tallås

Gävle kommun
- X 800 Gävle
- X 801 Strömsbro
- X 802 Norrlandet och Bönan
- X 806 Oslättfors bruk
- X 807 Hedesunda och Ön
- X 811 Forsbacka bruk

Sandvikens kommun
- X 900 Sandviken
- X 901 Årsunda
- X 902 Österfärnebo
- X 903 Gysinge bruk
- X 912 Gästrike-Hammarby bruk

Hofors kommun
- X 961 Torsåker
- X 965 Storberget och Tjärnäs

## Västernorrlands län
- Y 1 Njurundakusten, Sundvalls kommun
- Y 2 Galtström, Sundsvalls kommun
- Y 3 Brämön, Sundsvalls kommun
- Y 4 Kvissle-Nolby-Prästbolet, Sundsvalls kommun
- Y 5 Allsta - Klingsta - Vi - Tunbyn, Sundsvalls kommun
- Y 6 Vattjom - Rude, Sundsvalls kommun
- Y 7 Ljungans dalgång, a Ånge kommun, b-f Sundsvalls kommun
- Y 8 Sundsvall, Sundsvalls kommun
- Y 9 Högom, Sundsvalls kommun
- Y 10 Selånger - Kungsnäs, Sundsvalls kommun
- Y 11 Norra Alnön, Sundsvalls kommun
- Y 12 Merlo - Skönvik, Sundsvalls och Timrå kommun
- Y 13 Gudmundstjärn, Sundsvalls kommun
- Y 14 Liden, Sundsvalls kommun
- Y 15 Boltjärn, Ånge kommun
- Y 16 Borgsjö, Ånge kommun
- Y 17 Våle - Skilsåker, Timrå kommun
- Y 18 Vivstavarv, Timrå kommun
- Y 19 Lögdö bruk, Timrå kommun (även kulturreservat)
- Y 21 Härnösand, Härnösands kommun
- Y 22 Vägnön, Härnösands kommun
- Y 23 Gustavsvik - Ramvik, Härnösands kommun
- Y 24 Nora - Rossvik, Kramfors kommun
- Y 25 Högbonden, Kramfors kommun
- Y 26 Bönhamn, Kramfors kommun
- Y 27 Svanö, Kramfors kommun
- Y 28 Gallsäter, Kramfors kommun
- Y 29 Norrfällsviken, Kramfors kommun
- Y 30 Bollstabruk, Kramfors kommun
- Y 31 Ytterlännäs gamla kyrka, Kramfors kommun
- Y 32 Norum, Kramfors kommun
- Y 33 Pannsjön, Kramfors kommun
- Y 34 Värns - Sund - Fanön, Kramfors kommun
- Y 34 Slåttdalsberget, Örnsköldsviks kommun
- Y 35 Marviksgrunnan, Örnsköldsviks kommun
- Y 36 Ulvöhamn, Örnsköldsviks kommun
- Y 37 Sandviken, Örnsköldsviks kommun
- Y 38 Trysunda, Örnsköldsviks kommun
- Y 39 Grisslan, Örnsköldsviks kommun
- Y 40 Brynge, Örnsköldsviks kommun
- Y 41 Arnäsbacken, Örnsköldsviks kommun
- Y 42 Gideå bruk, Örnsköldsviks kommun
- Y 43 Myckelgensjö, Örnsköldsviks kommun
- Y 44 Lillsjöslåttern, Örnsköldskviks kommun
- Y 45 Eliasmyren, Örnsköldsviks kommun
- Y 46 Graninge bruk, Sollefteå kommun
- Y 47 Holm-Björkå, Sollefteå kommun
- Y 48 Gålsjö bruk, Sollefteå kommun
- Y 49 Österåsen, Sollefteå kommun
- Y 50 Lidgatu, Sollefteå kommun
- Y 51 Nämforsen, Sollefteå kommun
- Y 52 Ramsele gamla kyrka, Sollefteå kommun
- Y 53 Eden, Sollefteå kommun
- Y 54 Västanbäck - Kortingön, Sollefteå kommun
- Y 55 Haverö, Ånge kommun

## Jämtlands län
- Z1 Hamptjärn, Strömsunds kommun
- Z2 Maskien, Strömsunds kommun
- Z3 Leipikvattnet, Strömsunds kommun
- Z4 Ankarede, Strömsunds kommun
- Z5 Uretjukke, Strömsunds kommun
- Z6 Sör-Blåsjön, Strömsunds kommun
- Z7 Väktarmon, Strömsunds kommun
- Z8 Vikens kapell, Strömsunds kommun
- Z9 Svaningen-Stor - Ringsjöm, Strömsunds kommun
- Z10 Alasunds kyrka, Strömsunds kommun
- Z11 Hotingsjön, Strömsunds kommun
- Z13 Russfjärden - Hallviken, Strömsunds kommun
- Z14 Fångsjön, Strömsunds kommun
- Z15 Skyttmon - Ammerån, Ragunda kommun
- Z16 Indalsälven i Östjämtland, Ragunda kommun
- Z17 Strånäset, Ragunda kommun
- Z18 Bomsund, Ragunda kommun
- Z19 Bågavattnet - Vinklumpen, Krokoms kommun
- Z20 Ålviken, Krokoms kommun
- Z21 Skärvången, Krokoms kommun
- Z22 Gärde, Krokoms kommun
- Z23 Offerdalsbygden, Krokoms kommun
- Z24 Nedre Långan, Krokoms kommun och Östersunds kommun
- Z25 Storsjöbygden, Krokoms kommun, Bergs kommun, Åre kommun och Östersunds kommun
- Z26 Björkede, Åre kommun
- Z27 Östersund, Östersunds kommun
- Z28 Kallbygden, Åre kommun
- Z29 Skalstugevägen, Åre kommun
- Z30 Ånnsjön, Åre kommun
- Z31 Undersåker, Åre kommun
- Z32 Åredalen, Åre kommun
- Z33 Forssa-Duved, Åre kommun
- Z34 Huså, Åre kommun
- Z35 Fröå, Åre kommun
- Z36 Ottsjö, Åre kommun
- Z37 Hårkan, Östersunds kommun
- Z38 Trångbodarna-Nästån-Noret, Östersunds kommun
- Z39 Österåsen, Östersunds kommun
- Z40 Kyrkås-Lungre, Östersunds kommun
- Z41 Idsjön, Bräcke kommun
- Z43 Håsjö gamla kyrka, Bräcke kommun
- Z44 Revsunds kyrkomiljö, Bräcke kommun
- Z45 Oviksfjällets fäbodområde, Bergs kommun
- Z46 Kroktjärnsvallen, Bergs kommun
- Z48 Kläppen, Bergs kommun
- Z49 Klövsjö by och fäbodar, Bergs kommun
- Z50 Hamravallen, Härjedalens kommun
- Z51 Östersjön, Härjedalens kommun
- Z52 Övre Ljusnandalen, Härjedalens kommun
- Z53 Ruändan, Härjedalens kommun
- Z55 Myskelången, Härjedalens kommun
- Z56 Högvålen, Härjedalens kommun
- Z57 Långån, Härjedalens kommun
- Z58 Sörvattenvallen, Härjedalens kommun
- Z59 Vikarsjösystemet, Härjedalens kommun
- Z60 Remmet, Härjedalens kommun
- Z61 Duvberg-Överberg-Ytterberg, Härjedalens kommun
- Z62 Älvros, Härjedalens kommun
- Z65 Tännäs, Härjedalens kommun

## Västerbottens län
- AC 1 Olofsfors järnbruk, Nordmalings kommun
- AC 2 Hummelholms by, Nordmalings kommun
- AC 3 Centrala Nordmaling, Nordmalings kommun
- AC 4 Snöan, Umeå kommun
- AC 5 Norrbyskär, Umeå kommun
- AC 6 Åheden - Nordansjö, Umeå kommun
- AC 7 Västerbacken - Holmsund, Umeå kommun
- AC 8 Holmöns by, Umeå kommun
- AC 9 Stor-Fjäderägg, Umeå kommun
- AC 10 Umeå, Umeå kommun
- AC 11 Norrfors - Klabböle, Umeå kommun
- AC 12 Ratan, Robertsfors kommun
- AC 13 Bygdeå, Robertsfors kommun
- AC 14 Robertsfors, Robertsfors kommun
- AC 15 Nysätra - Holmsjöberget, Robertsfors kommun
- AC 16 Lövånger, Skellefteå kommun
- AC 17 Bjurön - Fällan, Skellefteå kommun
- AC 18 Byarna runt Bygdeträsket, Skellefteå kommun
- AC 19 Örviken, Skellefteå kommun
- AC 20 Skellefteå, Skellefteå kommun
- AC 21 Byskeälven, Skellefteå kommun
- AC 22 Petikån: Rörträsk - Svansele dammängar, Norsjö kommun
- AC 23 Degerfors, Vindelns kommun
- AC 24 Vindelälven, Lycksele kommun, Skellefteå kommun, Sorsele kommun, Umeå kommun, Vindelns kommun och Vännäs kommun
- AC 25 Stöttingfjällets översilningssystem och byar, Lycksele kommun
- AC 26 Pausele - Pauliden, Lycksele kommun
- AC 27 Örträsk, Lycksele kommun
- AC 28 Laisälven, Sorsele kommun
- AC 29 Gillesnuole, Sorsele kommun
- AC 30 Ammarnäs, Sorsele kommun
- AC 31 Tjulträsk, Sorsele kommun
- AC 32 Åkernäs - Övertjuktan, Sorsele kommun
- AC 33 Gunnarns by - Juktån, Storumans kommun
- AC 34 Storuman, Storumans kommun
- AC 35 Björkvattsdalen, Storumans kommun
- AC 36 Atoklinten, Storumans kommun
- AC 37 Hemavan, Storumans kommun
- AC 38 Brandsfjället - Gausjosjön, Storumans kommun
- AC 39 Hälla, Åsele kommun
- AC 41 Torvsjö, Åsele kommun
- AC 42 Risträsk, Vilhelmina kommun
- AC 43 Bäsksele, Vilhelmina kommun
- AC 44 Vilhelmina, Vilhelmina kommun
- AC 45 Kittelfjäll, Vilhelmina kommun
- AC 46 Fatmomakke, Vilhelmina kommun
- AC 47 Gråtanån, Vilhelmina kommun
- AC 48 Svartsjöbäcksområdet, Vilhelmina kommun
- AC 49 Ransarnområdet, Vilhelmina kommun
- AC 50 Remdalen, Vilhelmina kommun
- AC 51 Risfjället - Rissjön, Vilhelmina kommun
- AC 52 Laiksjö, Dorotea kommun

## Norrbottens län
- BD1 Laisälven, Arjeplogs kommun
- BD2 Kasker, Arjeplogs kommun
- BD3 Gallesgutj-Nåtti, Arjeplogs kommun
- BD4 Nasafjäll, Arjeplogs kommun
- BD5 Rackträsk-Dellaure, Arjeplogs kommun
- BD6 Gallejaur, Arvidsjaurs kommun
- BD7 Tjadnes, Arvidsjaurs kommun
- BD8 Avan-Unbyn, Bodens kommun och Luleå kommun
- BD9 Engelska kanalen-Heden/Edefors, Bodens kommun
- BD10 Suorva - Stora Sjöfallet, Gällivare kommun och Jokkmokks kommun
- BD11 Kaitum, Gällivare kommun
- BD12 Läffasaiva, Gällivare kommun
- BD13 Saivorova, Gällivare kommun
- BD14 Malmberget - Koskullskulle, Gällivare kommun
- BD15 Tornedalen, Haparanda kommun och Övertorneå kommun
- BD16 Sandskär, Haparanda kommun
- BD17 Seskarö, Haparanda kommun
- BD18 Purkijaur, Jokkmokks kommun
- BD19 Vuollerim, Jokkmokks kommun
- BD20 Porjus kraftstation och samhälle, Jokkmokks kommun
- BD21 Kvikkjokks by, Jokkmokks kommun
- BD22 Laitaure, Jokkmokks kommun
- BD23 Alkavare-Kedkevare, Jokkmokks kommun
- BD24 Saltoluokta med Pietsaure, Jokkmokks kommun
- BD25 Vaisaluokta, Jokkmokks kommun
- BD26 Övre Kouka, Jokkmokks kommun
- BD27 Björknäs - Gammelgården, Kalix kommun
- BD28 Törefors, Åre kommun, Kalix kommun
- BD29 Nässkatan, Åre kommun, Kalix kommun
- BD30 Malören, Åre kommun, Kalix kommun
- BD31 Svappavaara, Kiruna kommun
- BD32 Vivungi, Kiruna kommun
- BD33 Kiruna-Kirunavaara, Kiruna kommun
- BD34 Jukkasjärvi, Kiruna kommun
- BD35 Rautasjaure, Kiruna kommun
- BD36 Torneträskområdet-Ofotenbanan, Kiruna kommun
- BD37 Råstojaure, Kiruna kommun
- BD38 Masugnsbyn, Kiruna kommun och Pajala kommun
- BD39 Rödkallen, Luleå kommun
- BD40 Gammelstaden, Luleå kommun
- BD41 Avafors, Luleå kommun
- BD42 Melderstein, Luleå kommun
- BD43 Strömsund, Luleå kommun
- BD44 Selet, Luleå kommun
- BD45 Karlsvik, Luleå kommun
- BD46 Gäddvik, Luleå kommun
- BD47 Svartöstaden, Luleå kommun
- BD48 Hindersön, Luleå kommun
- BD49 Småskären, Luleå kommun
- BD50 Kengis, Pajala kommun
- BD51 Tornefors, Pajala kommun
- BD52 Palokorva, Pajala kommun
- BD53 Erkheikki - Juhonpieti, Pajala kommun
- BD54 Tärendö, Pajala kommun
- BD55 Karnevaara, Pajala kommun
- BD56 Lillpitedalen, Piteå kommun
- BD57 Hortlax, Piteå kommun
- BD58 Piteå, Piteå kommun
- BD59 Öjebyn, Piteå kommun
- BD60 Norrfjärden, Piteå kommun
- BD61 Rosfors, Piteå kommun
- BD62 Sjulsmark, Piteå kommun
- BD63 Kyrkbyn, Piteå kommun
- BD64 Rosvik, Piteå kommun
- BD65 Jävre, Piteå kommun
- BD66 Storebben och Svarthällan, Piteå kommun
- BD67 Älvsbyn, Älvsbyns kommun
- BD68 Storforsen, Älvsbyns kommun
- BD69 Manjärv, Älvsbyns kommun
- BD70 Överkalix, Överkalix kommun
- BD71 Över Lansjärv, Överkalix kommun
- BD72 Rikti-Dockas, Överkalix kommun
- BD73 Isovaara, Övertorneå kommun
- BD74 Boden, Bodens kommun